# Stanisław Lem
Stanisław Herman Lem (ur. 12 lub 13 września 1921 we Lwowie, zm. 27 marca 2006 w Krakowie) – polski pisarz gatunku hard science fiction, filozof, futurolog oraz krytyk.
Jego debiutem książkowym była wydana w 1951 roku powieść Astronauci. Kolejne powieści fantastycznonaukowe jego autorstwa to: Obłok Magellana (1955), Eden (1959), Pamiętnik znaleziony w wannie (1961), Powrót z gwiazd (1961), Solaris (1961), Niezwyciężony (1964), Głos Pana (1968), Wizja lokalna (1982), Fiasko (1987) i Pokój na Ziemi (1987). Był również autorem trylogii Czas nieutracony (1955) oraz cykli opowiadań fantastycznonaukowych: Dzienniki gwiazdowe (1957), Księga robotów (1961), Bajki robotów (1964), Cyberiada (1965), Opowieści o pilocie Pirxie (1968). Napisał recenzje nieistniejących książek (Doskonała próżnia, 1971), a także wstępy do nieistniejących dzieł (Wielkość urojona, 1973). Jest autorem zbiorów esejów, felietonów i publicystyki literackiej, w tym: Wejście na orbitę (1962), Summa technologiae (1964), Filozofia przypadku (1968), Fantastyka i futurologia (1970), Rozprawy i szkice (1975).
Jego twórczość porusza tematy takie jak: rozwój nauki i techniki, natura ludzka, możliwość porozumienia się istot inteligentnych czy miejsce człowieka we Wszechświecie. Dzieła Lema zawierają odniesienia do stanu współczesnego społeczeństwa i refleksje naukowo-filozoficzne na jego temat. Niektórym ze swoich utworów nadał charakter groteskowy.
Jest najczęściej tłumaczonym polskim pisarzem, a w pewnym okresie był najbardziej poczytnym nieanglojęzycznym pisarzem SF, mimo małego odbioru w Stanach Zjednoczonych. Jego książki przetłumaczono na ponad 40 języków, osiągnęły łączny nakład ponad 30 milionów egzemplarzy.
Był kandydatem do Nagrody Nobla w dziedzinie literatury. Został odznaczony wieloma wysokimi odznaczeniami państwowymi i kulturalnymi, między innymi Orderem Orła Białego i medalem „Gloria Artis”. Jego nazwiskiem nazwano planetoidę oraz pierwszego polskiego satelitę naukowego.

## Życiorys

### Wczesne lata
Stanisław Lem urodził się we Lwowie (ówcześnie na terenie II Rzeczypospolitej) najprawdopodobniej 13 września 1921 w rodzinnym mieszkaniu przy ulicy Brajerowskiej 4, w zamożnej rodzinie żydowskiej, jako jedyne dziecko Samuela Lehma (1879–1954), lwowskiego lekarza i Sabiny Wolner (1892–1979). Do aktu urodzenia wpisano jednak datę 12 września, aby zgodnie z przesądem uniknąć pecha. Rodzice Lema pochodzili z rodzin spolonizowanych Żydów, matka była religijna, ojciec deklarował się jako agnostyk, niemniej wzięli ślub w synagodze, mały Stanisław został obrzezany po urodzeniu.
Jego rodzice poznali się i zaręczyli jeszcze przed I wojną światową, jednak ślub odbył się dopiero po jej zakończeniu, gdyż Samuel Lehm został powołany do służby w armii austro-węgierskiej. Podczas wojny trafił do niewoli rosyjskiej po upadku twierdzy Przemyśl i przebywał w obozie jenieckim w Azji Środkowej. Po powrocie do Lwowa został asystentem na Wydziale Lekarskim Uniwersytetu Jana Kazimierza i w kolejnych latach stał się cenionym laryngologiem. Samuel Lehm w młodości publikował także wiersze i prozę w lwowskiej prasie. Sabina Lehm nie miała wyższego wykształcenia i zajmowała się domem. Berta Hescheles, siostra Samuela Lehma, była matką Mariana Hemara i bratową Henryka Heschelesa.
Dzieciństwo i młodość spędził we Lwowie, w zamożnym domu. Od 1932 był uczniem II Państwowego Gimnazjum im. Karola Szajnochy we Lwowie, o czym pisał w autobiograficznej powieści Wysoki Zamek (1966). Według relacji samego Lema wyniki badań nad inteligencją uczniów przeprowadzone przez ówczesne władze oświatowe wykazały, że był najinteligentniejszym dzieckiem w południowej Polsce. Gimnazjum wywarło silny wpływ na zainteresowania Lema i ukształtowało go jako miłośnika nauki i przyszłego pisarza. Na początku lata 1939 złożył egzamin dojrzałości. Ulubionymi lekturami Lema były w tym czasie utwory Grabińskiego, Umińskiego, Verne’a i H.G. Wellsa. Pragnął studiować na politechnice i zostać uczonym. W rodzinie zwracano się do niego tzw. „domowym” imieniem – Maciek.

### II wojna światowa
Po agresji III Rzeszy i ZSRR na Polskę w okupowanym i zaanektowanym przez ZSRR Lwowie rozpoczął w 1940 studia medyczne na Wydziale Medycznym Uniwersytetu Lwowskiego, wydzielonym następnie w samodzielny Lwowski Instytut Medyczny. Wcześniej próbował zostać studentem Politechniki Lwowskiej, jednak mimo zdanego egzaminu nie został przyjęty na wymarzone studia ze względu na niewłaściwe w ustroju sowieckim pochodzenie społeczne – powiązania ze średnią burżuazją. Wstąpił zatem na medycynę, wykorzystując znajomości ojca, by uniknąć poboru do Armii Czerwonej.
Naukę przerwały w 1941 atak Niemiec na ZSRR i niemiecka okupacja, podczas której zamknięto wszystkie lwowskie uczelnie. W pierwszych dniach okupacji Lem został schwytany na ulicy w łapance i wraz z innymi skierowany do oczyszczania więzienia na Brygidkach, gdzie od wielu dni rozkładały się zwłoki więźniów zabitych przez wycofujących się Rosjan. Żydów pracujących w Brygidkach w trakcie pracy zabijano, Lem ocalał dzięki temu, że pracował w piwnicach, gdzie fetor trupów był tak silny, że nie schodzili tam Niemcy. Agnieszka Gajewska i Wojciech Orliński uważają, że ślady tego epizodu można odnaleźć w późniejszej twórczości pisarza (wspomnienie Rappaporta w powieści Głos Pana, opis zwłok w Edenie, przeżycia bohatera w II tomie Czasu nieutraconego).
Rodzina Lehmów musiała wynieść się ze swojego mieszkania i przenieść się na teren lwowskiego getta, mieszkając początkowo w kancelarii brata Samuela, Fryderyka. Aby zminimalizować ryzyko śmierci, choćby dla Stanisława, dzięki sowitej łapówce umieszczono go w charakterze pomocnika mechanika i spawacza w garażach niemieckiej chronionej firmy Rohstofferfassung, która zajmowała się odzyskiem metali, na przykład ze zniszczonego sprzętu wojskowego. Na terenie garaży Lem również mieszkał. W latach 1941–1942 współpracował z polskim ruchem oporu, przekazując wykradzioną podczas pozyskiwania złomu amunicję i materiały wybuchowe. Próbował się również włączyć w propagandową akcję N skierowaną do żołnierzy niemieckich, jednak jego znajomość języka niemieckiego nie okazała się wystarczająco biegła. W 1941 wyrobił sobie fałszywe dokumenty na nazwisko Jan Donabidowicz, na podstawie ormiańskiej metryki chrztu. W 1943 musiał uciekać z firmy, gdyż obawiał się aresztowania m.in. za ukrywanie wcześniej na strychu żydowskiego kolegi. Od tej pory ukrywał się wraz z narzeczoną po aryjskiej stronie miasta, wielokrotnie zmieniając miejsce pobytu, m.in. mieszkając u późniejszego profesora botaniki Józefa Motyki. Także rodzice Lema pod koniec 1942 wydostali się z getta i do końca wojny ukrywali się u polskiej rodziny. W 1944, po ponownym wkroczeniu do Lwowa Armii Czerwonej, mógł kontynuować studia.

### Początki kariery pisarskiej
W lipcu 1945 w ramach akcji repatriacyjnej wraz z całą rodziną wyjechał do Krakowa, tracąc w wyniku wojny cały dobytek. Ojciec Lema, wówczas siedemdziesięcioletni, w celu zdobycia środków do życia zaczął pracować w szpitalu, ponieważ nie mógł prowadzić prywatnej praktyki lekarskiej. Lem przyszedł wtedy z pomocą rodzinie publikując efekty swojej pracy w prasie, nadal jednak nie traktował w tym czasie pisarstwa jako poważnego zajęcia. Sytuacja materialna rodziny Lema była tak zła, że przyszły pisarz myślał nawet o podjęciu pracy spawacza, nie zgodził się na to jednak ojciec. Zatem Lem podjął przerwane studia medyczne na Uniwersytecie Jagiellońskim i rozpoczął trzeci rok nauki. Po otrzymaniu absolutorium przez miesiąc odbywał obowiązkową praktykę lekarską w szpitalu. Trafił na oddział położniczy i odebrał ponad 20 porodów oraz asystował przy cesarskim cięciu. Widok krwawych scen był jednym z powodów, aby ostatecznie porzucić medycynę, której nie lubił, a na studia wstąpił pod wpływem woli ojca. Kolejnym powodem rozbratu z zawodem lekarza była chęć uniknięcia służby wojskowej, do której w tym czasie kierowano wszystkich absolwentów studiów medycznych. Lem postanowił nie składać końcowych egzaminów i w rezultacie nie otrzymał dyplomu lekarskiego. Pobyt na uczelni medycznej dał mu jednakże solidne wykształcenie przyrodnicze i z nauk ścisłych (uzupełniane później samodzielnymi studiami), które Lem wykorzystywał w swojej twórczości.
Pierwszymi utworami Lema, które publikował jako student medycyny, były opowiadania o tematyce wojennej, okupacyjnej oraz zawierające elementy fantastyki naukowej – drukowane w latach 1946–1948 na łamach „Kuźnicy”, „Żołnierza Polskiego”, „Odry” i „Co Tydzień Powieść”. Jako autor fantastyki zadebiutował opublikowanymi w „Tygodniku Powszechnym” opowiadaniami Obcy, Ogród ciemności i Dzieje jednego odkrycia; większość z tych wczesnych opowiadań ukazała się w 2005 w zbiorze Lata czterdzieste. Dyktanda. W 1946 ukazała się drukowana w odcinkach w „Nowym Świecie Przygód” (numer 1. z 29 marca) nowela fantastycznonaukowa Człowiek z Marsa, napisana przez Lema jeszcze podczas okupacji, której fabuła dotyczyła tajemniczego przybysza badanego przez ziemskich uczonych w tajnym laboratorium. Opowieść była wzorowana na prozie H.G. Wellsa; w formie książkowej została wydana dopiero w 1994. W latach 1946–1948 Lem publikował również wiersze w „Tygodniku Powszechnym”. Najlepsze z nich zostały potem przedrukowane w 1975 w książce Wysoki Zamek. Wiersze młodzieńcze. Pierwsze, nieudolne wiersze zaczął tworzyć jeszcze przed wojną w wieku 17 lat. Lem nie powrócił nigdy potem do ich pisania, chociaż pojawiały się one w innych jego utworach, na przykład w opowiadaniu Wyprawa pierwsza A, czyli Elektrybałt Trurla (Cyberiada). Dzięki znajomości z Wisławą Szymborską pisywał w tym czasie także fraszki do humorystycznego pisma śląskiego „Kocynder”. Pierwszą powieścią w dorobku pisarza był utwór współczesny Szpital Przemienienia, który pisarz ukończył w 1948, na ostatnim roku studiów. Akcja rozgrywa się w sanatorium dla psychicznie chorych likwidowanym przez Niemców w 1940. Powieść nie doczekała się publikacji przez kilka najbliższych lat. Było to spowodowane zablokowaniem wydania tej pozycji przez redakcję wydawnictwa „Książka i Wiedza”, która zażądała dopisania do Szpitala… dwóch kolejnych części, by całość była zgodna z ówczesną linią ideologiczną i aby zrównoważyć wymowę zbyt pesymistycznej pierwszej części. Wszystkie trzy części, ukończone ostatecznie w 1950, mogły się ostatecznie ukazać pod tytułem Czas nieutracony nakładem Wydawnictwa Literackiego w 1955. Jako samodzielna powieść Szpital Przemienienia, pozbawiona wcześniejszych ingerencji w pierwotną postać, została wydana dopiero w 1975. W późniejszym okresie Lem nie zezwalał na wznawianie całości trylogii. Wyraził zgodę jedynie na druk po jednym rozdziale z każdej narzuconej mu części – Wśród umarłych i Powrót – w zbiorze Lata czterdzieste. Dyktanda z 2005.
W latach 1948–1950 uczestniczył jako młodszy asystent w Konwersatorium Naukoznawczym Asystentów Uniwersytetu Jagiellońskiego prowadzonym przez doktora Mieczysława Choynowskiego. Lem przedstawił mu do oceny napisaną jeszcze we Lwowie pracę pod tytułem Teoria pracy mózgu, która została poddana miażdżącej krytyce, ale Choynowski naprowadził młodego Lema na wartościową literaturę naukową (głównie dotyczącą cybernetyki), otrzymywaną w darach z zagranicy. Lem zaczął studiować nocami ze słownikiem w ręku m.in. prace Cybernetics or Control and Communication in the Animal and the Machine N. Wienera i A Mathematical Theory of Communication C.E. Shannona. Po latach, w wywiadach, Lem określi Choynowskiego mianem swojego intelektualnego mentora. Podczas dyskusji w Konwersatorium z mgr. Oświęcimskim na temat niemożliwości odtworzenia człowieka z atomów narodził się pierwszy rozdział Dialogów. Lem pisał pod pseudonimem recenzje książek naukowych i przegląd prasy w wydawanym przez Konwersatorium miesięczniku „Życie Nauki”. W jednym z opublikowanych artykułów skrytykował oficjalnie popierany ze względów ideologicznych łysenkizm, co wywołało spory skandal. W 1950 na polecenie władz Konwersatorium zlikwidowano, zaś redakcję „Życia Nauki” przeniesiono do Warszawy. Młody Lem znalazł się w sytuacji bez stałego zatrudnienia, przy braku formalnego wykształcenia.
Podczas pobytu w Zakopanem latem 1950 Stanisław Lem spotkał przypadkiem ówczesnego prezesa Spółdzielni Wydawniczej „Czytelnik” – Jerzego Pańskiego, z którym dyskutował o braku polskiej literatury fantastycznej. Za jego namową napisał w krótkim czasie powieść Astronauci, która została wydana również bardzo szybko – już w 1951. Debiut książkowy Lema – fantastyczna opowieść o losie wyprawy na Wenus – okazał się bestsellerem, wielokrotnie dodrukowywanym. Po jej wydaniu pisarz został przyjęty do Związku Literatów Polskich. W 1951 ukazała się również sztuka współczesna piętnująca amerykański imperializm pt. Jacht „Paradise”, napisana razem z Romanem Hussarskim na konkurs organizowany przez wydawnictwo „Czytelnik”. W 1954 Lem opublikował tom Sezam i inne opowiadania, gdzie pojawiły się, oprócz kilku mniej popularnych opowiadań, pierwsze utwory związane z cyklem Dzienniki gwiazdowe. W 1955 został wydany Obłok Magellana – utopijna powieść o wyprawie do najbliższego Ziemi układu gwiazd Alfa Centauri.
Dzieła z tego okresu były napisane zgodnie z regułami realizmu socjalistycznego; ze względu na istnienie cenzury inaczej nigdy nie mogłyby się ukazać w oficjalnym obiegu. Dla Lema, który borykał się z problemami materialnymi, publikacja ich była jedynym źródłem utrzymania. Niewątpliwie utwory te były jednakże świadectwem zarówno pewnego zauroczenia młodego Lema ideą komunizmu, jak i przejawem naiwności politycznej pisarza, który doświadczył realiów sowieckiej okupacji we Lwowie. Z tego stanu pisarz szybko się otrząsnął. Autor w późniejszym okresie wstydził się swoich wczesnych utworów i albo długo nie zezwalał na ich wznawianie (Astronauci, Obłok…), albo całkowicie blokował kolejne wydania (Sezam…, Jacht…) – uznając, że nie były to wartościowe i dojrzałe pozycje, choć np. w Sezamie… znajduje się pięć pierwszych podróży Ijona Tichego. Z drugiej strony, to właśnie nieoczekiwany sukces wydawniczy Astronautów skłonił go do napisania kolejnych utworów fantastycznonaukowych.

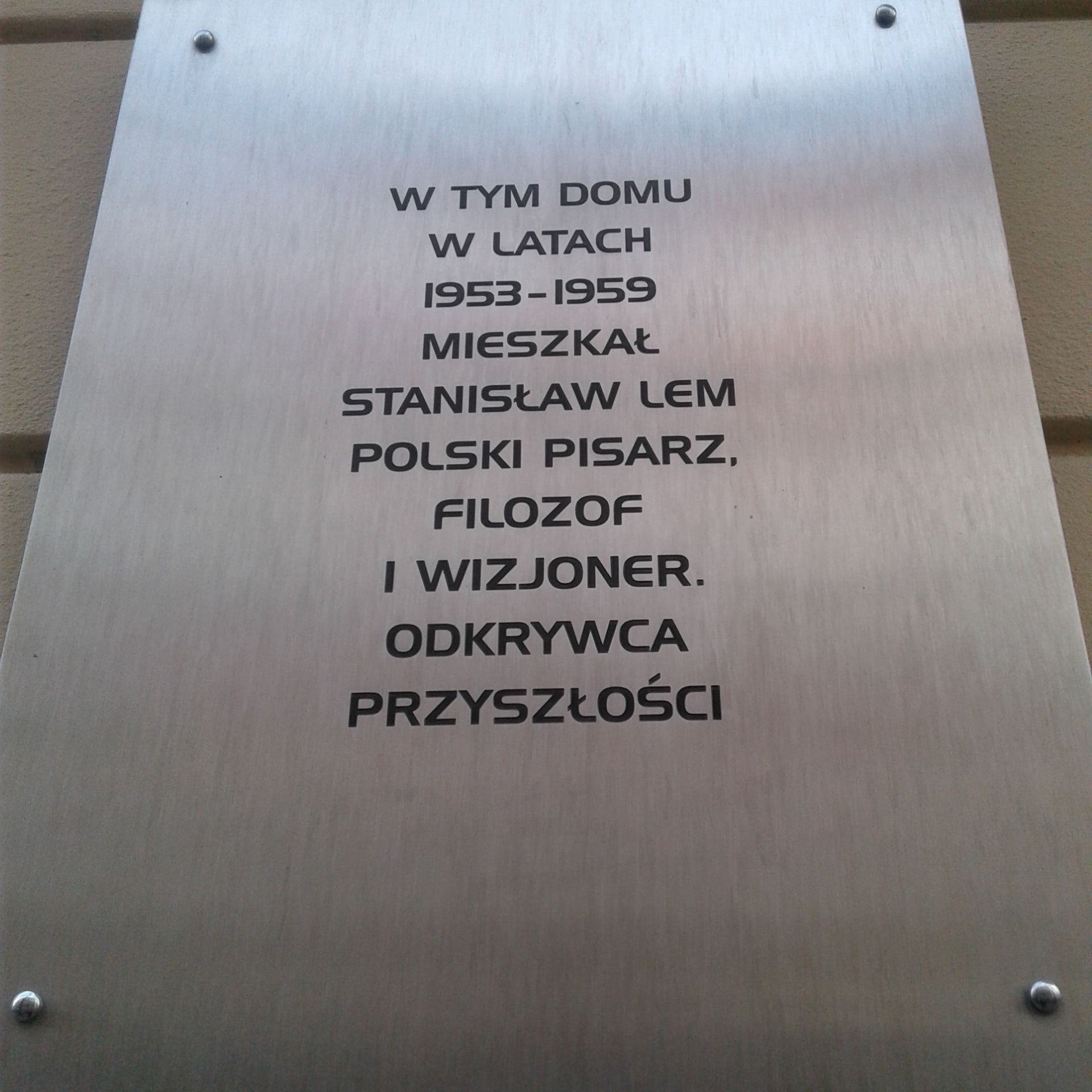
Tablica na budynku przy ulicy Bonerowskiej 5 w Krakowie

W lutym 1954 ożenił się z Barbarą Leśniak. Lem wraz z ojcem i matką mieszkał początkowo w jednym pokoju przy ulicy Śląskiej w Krakowie, razem z rodziną znajomej ze Lwowa. Następnie, po śmierci ojca w 1954, Lem przeniósł się wraz z matką do dwupokojowego mieszkania przy ulicy Bonerowskiej 5. Tam też, jakiś czas po ślubie, przeprowadziła się żona Lema, która wcześniej mieszkała z siostrą przy ulicy Sarego. Po śmierci teścia Lema zaistniała konieczność sprowadzenia jego żyjącej samotnie żony z Bytomia do Krakowa. By umożliwić jej legalny pobyt w mieście zgodnie z procedurami meldunkowymi, Lemowie zapisali się do spółdzielni mieszkaniowej i w rezultacie przeprowadzili się razem z teściową Lema w 1958 do jednorodzinnego domu w Borku Fałęckim przy ul. Narvik (Kliny Borkowskie), części Krakowa w tych czasach dopiero rozbudowywanej. Matka Lema natomiast pozostała w mieszkaniu przy ulicy Bonerowskiej. Sam Lem długo sprzeciwiał się przeprowadzce i zdecydował się na nią, dopiero gdy za honoraria autorskie kupił pierwszy samochód – P70, by móc dojeżdżać do oddalonego o kilka kilometrów centrum miasta.

### Złoty okres twórczości
Po XX zjeździe KPZR w 1956 i wydarzeniach „polskiego października” w Polsce zapanowała większa swoboda pisarska. Do tego czasu twórczość Stanisława Lema sprawiała wrażenie poszukiwania drogi. Nadchodzące lata przyniosły rozkwit różnorakich form prozy beletrystycznej i dyskursywnej oraz długo oczekiwaną stabilizację życiową i materialną. Rozpoczęła się wielka, międzynarodowa kariera Lema jako pisarza s-f. Napisał on kilkanaście książek z tego nurtu, zarówno utrzymanych w stylu realistycznym, jak i groteskowym, które zostały przetłumaczone na wiele języków (z początku jeszcze tylko państw „bloku wschodniego”).
W 1957 ukazała się pierwsza w polskim piśmiennictwie popularna monografia poświęcona cybernetyce – Dialogi, gdzie w formie wyrosłej z tradycji dialogów Platońskich Lem dokonuje m.in. krytycznej analizy mechanizmów społecznych w centralnie sterowanym systemie polityczno-ekonomicznym. Jest to znacząca pozycja w dorobku pisarza, otwierająca obszerny nurt naukowej eseistyki. Również w 1957 ukazały się trzy nowe podróże znanego z Sezamu… kosmicznego wędrowcy Ijona Tichego w zbiorze groteskowo-satyrycznych opowiastek filozoficznych zatytułowanym Dzienniki gwiazdowe. Następne wydania zbioru z kolejnymi opowiadaniami (ale już bez utworu Podróż dwudziesta szósta i ostatnia) były opublikowane w latach 1961 (jako Księga robotów), 1966, 1971, 1982 oraz 1994, czyli w zasadzie przez cały okres twórczości pisarza, uzupełniane dodatkowo cyklem Ze wspomnień Ijona Tichego przedstawiającym sylwetki różnorakich szalonych naukowców w opowiadaniach pisanych w większości w tonacji poważnej, mieszczących się w konwencji dziewiętnastowiecznej opowieści o „cudownym wynalazku”. W 1959 Lem powrócił do tematyki dalekich wypraw kosmicznych w powieści Eden. Charakterystyczny dla jego twórczości motyw kontaktu z obcą cywilizacją następuje w wyniku wypadku pojazdu kosmicznego spowodowanego błędem nawigacyjnym i przymusowego lądowania na obcej planecie, w sposób dalece odbiegający od tradycyjnego schematu fantastyki naukowej. Powieść ta wyznacza początek dojrzałej twórczości fantastycznonaukowej pisarza i stała się pierwszym utworem zaliczanym do kanonu powieści s-f. Także w 1959 ukazało się dzieło Śledztwo, tylko sugerujące tytułem powieść kryminalną i w punkcie wyjścia przypominające klasyczny romans detektywistyczny. Dalsza akcja rozbudowywana wokół makabrycznych zniknięć zwłok z kostnic okazuje się w istocie oryginalną zagadką typu fantastycznonaukowego, osnutą wokół problemów wynikających z istnienia mechanizmu przypadkowości, który wpisany jest w konstrukcję świata. Temat ten był rozwijany przez Lema w dalszej twórczości. Rok 1959 był również debiutem sympatycznego pilota Pirxa w zbiorze opowiadań Inwazja z Aldebarana, zawierającym m.in. pierwsze trzy nowele z cyklu Opowieści o pilocie Pirxie oraz tytułową groteskę przypominającą stylem opowiadanie Wesele w Atomicach Sławomira Mrożka, które ukazało się w tym samym roku.

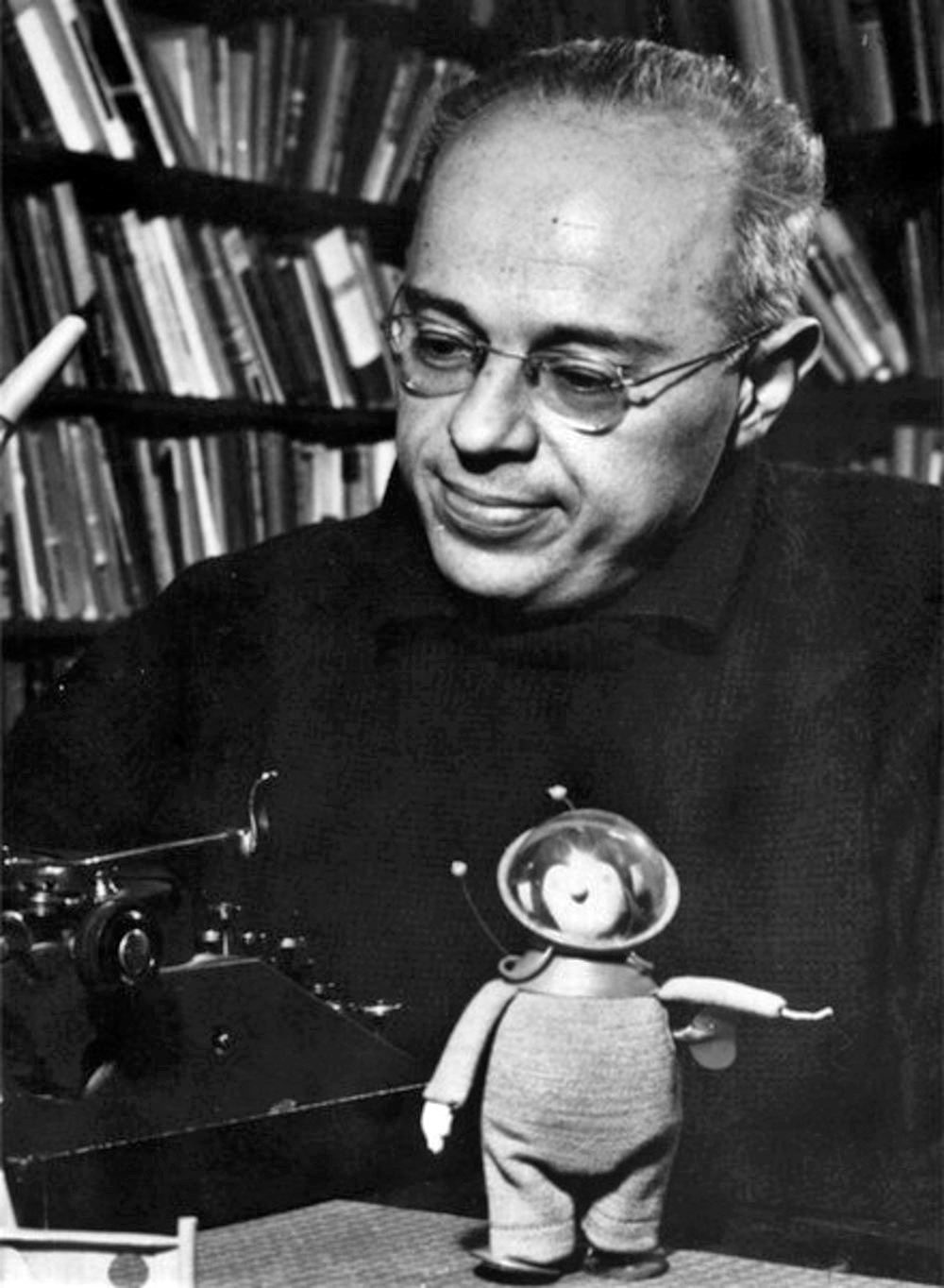
Stanisław Lem (1966)

W 1961 ukazały się dwa sztandarowe dzieła fantastycznonaukowe Lema: Solaris i Powrót z gwiazd oraz groteskowa powieść Pamiętnik znaleziony w wannie. Powieść Solaris jest uważana za jedno z najwybitniejszych osiągnięć twórczych pisarza. Tematem tego dzieła jest motyw kontaktu z inną inteligentną formą życia, a zarazem jest to utwór o bezsilności nauki i samego człowieka, z jego bagażem podświadomych lęków, wobec niemożności zrozumienia kosmosu. Powrót z gwiazd ukazuje czytelnikom obraz konsumpcyjnego, bezmyślnie szczęśliwego społeczeństwa przyszłości oglądanego oczyma bohaterów, którzy powrócili na Ziemię po ponad stu dwudziestu latach z wyprawy w okolice jednej z najbliższych gwiazd. Pamiętnik… to opis podróży bohatera po labiryncie zagadkowego Gmachu pewnej rządowej instytucji – metaforze niepoznawalnego świata. Bohater ów – podobnie jak Józef K. w Procesie Kafki – usiłuje nadaremnie zrozumieć cel swojej misji. Niezależnie od twórczości literackiej Lem cały czas publikował eseje oraz felietony literackie i popularnonaukowe w różnych czasopismach. Nawiązał stałą współpracę z czasopismami: „Nowa Kultura”, „Przekrój”, „Życie Literackie”, „Twórczość”; zamieszczał dużo artykułów w „Problemach”. Niektóre z tych utworów wydrukowano w zbiorze Wejście na orbitę wydanym w 1962 – pierwszej nieprozatorskiej książce pisarza. W 1963 czytelnicy mieli możność zapoznać się z Lemem jako twórcą humorystycznych scenariuszy widowisk telewizyjnych. W tym roku ukazał się zbiór Noc księżycowa zawierający oprócz innych opowiadań cztery zabawne scenariusze przedstawień, z których w trzech głównym bohaterem jest profesor Tarantoga, genialny naukowiec i wynalazca, znany już z Dzienników gwiazdowych przyjaciel Ijona Tichego. Rok 1964 przyniósł premiery aż trzech dzieł, które ugruntowały sławę pisarską Lema. Były to: powieść Niezwyciężony z tomu Niezwyciężony i inne opowiadania, zbiór groteskowo-baśniowych opowiadań ze świata robotów wzorowanych na bajkach ludowych pt. Bajki robotów oraz zbiór esejów filozoficzno-futurologicznych Summa technologiae. Akcja Niezwyciężonego – powieści napisanej w stylu hard science fiction, rozgrywająca się na pozornie martwej planecie Regis III, pozwala snuć autorowi refleksje nad siłą moralną człowieka i ludzką solidarnością w sytuacji zupełnej nieprzydatności dostępnej techniki oraz stosunku do całkowicie odmiennych form egzystencji we Wszechświecie. Przemyślenia futurologiczno-filozoficzne w Summie… są osnute wokół problemów związanych z lawinowym rozwojem techniki oraz etycznymi dylematami wynikającymi ze spodziewanego wpływu przyszłych osiągnięć nauki i techniki na kulturę i cywilizację ludzką. Lem rozważa w swym dziele m.in. możliwość istnienia cywilizacji pozaziemskich, podobieństwa i różnice ewolucji biologicznej i technicznej, kwestie fantomatycznego oddziaływania na mózg człowieka, a także projekty cyborgizacji – rekonstrukcji organizmu ludzkiego. Utwór ten stanowi znakomity komentarz autorski do własnej twórczości literackiej.
W 1965 ukazała się Cyberiada – dzieło uważane przez samego Lema za swoje szczytowe osiągnięcie; pogląd ten jest również podzielany przez wielu krytyków. Cykl opowieści o przygodach dzielnych robotów-konstruktorów: Trurla i Klapaucjusza w świecie robotów, rozpoczęty trzema opowiadaniami w Bajkach robotów, był kontynuowany przez autora w następnych latach nowymi utworami w zbiorach: Polowanie (1965), Bezsenność (1971), Maska (1976) oraz Powtórka (1979). Niezwykły efekt literacki uzyskał Lem w Cyberiadzie poprzez zastosowanie konwencji staropolskiej gawędy szlacheckiej w połączeniu z techniczno-kosmiczną opowieścią fantastycznonaukową w stylu eposu, poematu heroikomicznego czy powiastki filozoficznej. W 1966 Lem opublikował książkę autobiograficzną – Wysoki Zamek, opisującą spędzone we Lwowie dzieciństwo i młodość w formie pamiętnikarskiego zwierzenia. Opowieści o małym chłopcu towarzyszą również rozważania filozoficzne o Absolucie oraz dywagacje o teoriach matematycznych. Była to jednocześnie jedna z pierwszych książek o przedwojennym, polskim Lwowie opublikowana w PRL. Po jej wydaniu Lem otrzymał mnóstwo listów z podziękowaniami od lwowiaków z kraju. W 1968 ukazały się zebrane po raz pierwszy w jednym tomie Opowieści o pilocie Pirxie, wraz z premierowym opowiadaniem Rozprawa. Wcześniej opowiadania z cyklu ukazywały się w zbiorach: Inwazja z Aldebarana (1959), Księga robotów (1961), Noc księżycowa (1963), Polowanie (1965). Do kanonicznego zbioru opowiadań o pilocie Pirxie dołączył wkrótce Ananke z tomu Bezsenność (1971). Pirx jest najsympatyczniejszą postacią polskiej klasycznej fantastyki naukowej, to przeciętny człowiek przyszłości wypełniający zwyczajne obowiązki pilota pojazdów kosmicznych. Każda opowieść przedstawia Pirxa w sytuacjach wymagających od niego niestereotypowego działania, wychodzi on z opresji zawsze obronną ręką dzięki temu, co wydaje się ludzką słabością: naiwności, niewiedzy i nielogicznej reakcji. Również w 1968 Lem opublikował powieść Głos Pana. Dzieło w formie wspomnień fikcyjnego naukowca, uczestniczącego w projekcie badawczym o tytułowym kryptonimie mającym na celu rozszyfrowanie odkrytego przypadkowo przekazu z kosmosu, jest najbardziej udanym literackim portretem odkrycia naukowego i metodologii nauk ścisłych w całej prozie Lema. W tym samym 1968 czasopismo „Film” opublikowało scenariusz Lema do filmu Przekładaniec w reżyserii Andrzeja Wajdy, z główną rolą Bogumiła Kobieli. Scenariusz ten ukazał się potem również w tomie Bezsenność (1971).
Uzyskanie pozycji jednego z liderów światowej literatury fantastycznonaukowej pozwoliło powrócić pisarzowi do swoich pierwotnych zainteresowań twórczych. Począwszy od tego momentu w twórczości Lema formy beletrystyczne ustąpiły stopniowo miejsca rozważaniom ściśle filozoficznym i eseistyce naukowej. Pod koniec 1968 ukazał się obszerny esej Filozofia przypadku – oryginalne ujęcie przez autora teorii dzieła literackiego na gruncie nauk ścisłych i wkomponowanie go w kontekst problemowy kultury współczesnej. W 1970 wydano dwutomową pracę Fantastyka i futurologia, obszerną monografię literatury fantastycznonaukowej, głównie anglosaskiej. W pierwszej, teoretycznej części, Lem przeprowadza analizę tego gatunku literackiego. W drugiej zaś części omawia krytycznie wybrane utwory w grupach tematycznych, również dokonując autointerpretacji własnych dzieł. W 1971 w zbiorze Bezsenność ukazało się obszerne opowiadanie Kongres futurologiczny z cyklu Ze wspomnień Ijona Tichego. Jest to jedno z najlepszych opowiadań Lema – wyrazista alegoria sterowania społeczeństwem za pomocą środków fałszujących rzeczywistość. Utwór ten należy do nurtu fantastyki socjologicznej, która używając alegorycznych środków wyrazu odsłania zniewalające ludzi mechanizmy sprawowania władzy.
W tym okresie Lem poszukiwał nowej formy literackiej, która pozwoliłaby połączyć poważny wykład naukowy i filozoficzny z fantastyczną teorią. Efektem tych poszukiwań było wydanie w 1971 zbioru Doskonała próżnia, zaś w 1973 tomu Wielkość urojona. Oba dzieła zaskoczyły zarówno czytelników, jak i krytyków literackich. Większość utworów z Doskonałej próżni to recenzje z nieistniejących książek, które można odczytywać jako niezrealizowane pomysły literackie i parodie stylów. Najważniejszym utworem jest jednak Nowa Kosmogonia. Jest to fikcyjny wykład laureata Nagrody Nobla – przedstawienie Kosmosu jako Gry zaawansowanych cywilizacji: hipotezy naukowej mającej wyjaśnić zagadkę tzw. milczenia Wszechświata. Z kolei Wielkość urojona to zbiór fikcyjnych wstępów do nieistniejących dzieł. Powtarzają się w nich najważniejsze dla Lema pytania i zagadnienia – o istotę i możliwe formy istnienia rozumu. Najobszerniejszą część zbioru stanowi utwór Golem XIV – dwa wykłady inteligentnego komputera przedstawiające jego pogląd na ewolucję rozumu i zarys dalszego rozwoju ludzkości. Pomysł ten rozwinął Lem w samodzielnej książce pt. Golem XIV wydanej w 1981. W 1975 ukazała się druga po Wejściu na orbitę zbiorowa edycja tekstów eseistycznych Lema pt. Rozprawy i szkice. Zawiera m.in. głosy Lema w dyskusjach nad Summą… i Filozofią przypadku, których zapisy opublikowały czasopisma „Studia Filozoficzne” oraz „Pamiętnik Literacki”, posłowia Lema z serii wydawniczej Wydawnictwa Literackiego „Stanisław Lem poleca” oraz inne eseje i teksty popularnonaukowe. Uaktualnione wydanie tej książki, zmienione i uzupełnione o nowe teksty, ukazało się w 2003 pt. Mój pogląd na literaturę. W następnym roku Lem podjął na nowo problematykę losowego rozkładu zdarzeń i roli przypadku w opisywaniu natury świata – w 1976 opublikowano powieść Katar, podobnie jak Śledztwo utrzymaną w konwencji prozy detektywistycznej. Tym razem zagadkę stanowi zastanawiająca seria zgonów bogatych turystów przebywających latem w Neapolu, którą rozwiązuje prowadzący prywatne śledztwo amerykański astronauta. Jest to jednocześnie obrazowe studium samotności człowieka ery ponowoczesnej. W tym samym roku 1976 ukazały się zbiór opowiadań Maska, zawierający m.in. tytułowe opowiadanie o inteligentnej, zabójczej maszynie – uważane za jedno z najlepszych opowiadań Lema, a także utwór Sto trzydzieści siedem sekund, w którym Lem bardzo trafnie przewidział zbliżającą się rewolucję komputerową (zastosowanie oprogramowania DTP i Internetu). W 1978 w czasopiśmie „Itd” Lem opublikował cykl felietonów „Czy jesteśmy sami w Kosmosie?”.
W niektórych utworach Lema z czasów PRL-u widoczna jest mniej lub bardziej zakamuflowana krytyka realnego socjalizmu i ZSRR. Tym niemniej zasadniczo unikał zaangażowania się w politykę i nie zapisał się nigdy do żadnej organizacji. Na początku lat 70. sekretarz KC PZPR i minister spraw wewnętrznych Franciszek Szlachcic próbował nakłonić pisarza do zamanifestowania poparcia dla nowej ekipy Gierka, Lem jednak odmówił. Natomiast w 1976 podpisał jeden z protestów przeciwko wpisaniu w konstytucję zapisów o „wiodącej roli PZPR” oraz „przyjaźni z ZSRR”. Pod koniec lat 70. Lem przygotował dla Polskiego Porozumienia Niepodległościowego pesymistyczną analizę aktualnej sytuacji społeczno-politycznej w Polsce pt. Prognozy Chochoła, którą następnie opublikowała (pod pseudonimem) paryska „Kultura”. W 1978 napisał dwa listy do Wydziału Kultury KC PZPR, w których stanowczo zaprotestował przeciwko otwieraniu, przetrzymywaniu i zaginięciom jego prywatnej korespondencji z zagranicznymi wydawcami i agentami literackimi. Działania władz uznał za szykany, które zmuszą go do opuszczenia kraju.
W domu, w którym rodzina Lemów mieszkała od 1958, zaczęło się robić ciasno. Olbrzymia liczba nagromadzonych książek, czasopism, magazynów i innych papierów Lema skłoniła ich do przeprowadzki. W 1978 Lemowie zaczęli budowę nowego, większego domu, oddalonego od starego zaledwie o kilka numerów wzdłuż ulicy Narvik w Borku Fałęckim. Dom posiadał obszerny gabinet i inne udogodnienia dla pracy pisarskiej Lema, gdyż udało się ją zakwalifikować jako pracę „chałupniczą” i dzięki temu uzyskać pozwolenie na dodatkowy metraż – w ówczesnym prawie budowlanym istniało ograniczenie na maksymalną powierzchnię budynku mieszkalnego.
W 1982 Lem wysłał Ijona Tichego powtórnie na znaną z Podróży czternastej planetę kurdli – Encję. W tymże roku pojawiła się powieść Wizja lokalna. Okazało się, że poprzednio I. Tichy przebywał na księżycu planety wystawionym jako atrakcja dla turystów kosmicznych. Aby odpowiednio przygotować się do misji na prawdziwą Encję sumiennie studiuje on w bibliotece opracowania i analizy na temat sytuacji na planecie – to sprawozdanie z lektur jawi się czytelnikowi jako obszerny traktat poświęcony funkcjonowaniu społeczeństwa z licznymi analogiami do spraw ziemskich. Powieść jest kolejnym wyrazem niewiary autora w możliwość stworzenia idealnego ustroju społecznego, a także ukazuje względność możliwych opisów rzeczywistości.

### Wyjazd za granicę i powrót do kraju
Po raz pierwszy z zamiarem emigracji z Polski Lem nosił się po wydarzeniach marcowych w 1968. Wtedy powstrzymało go przyjście na świat syna i niechęć do rozpoczynania wszystkiego od początku na Zachodzie w czasie opieki nad małym dzieckiem. Gdy w 1981 wprowadzono w Polsce stan wojenny, Lem chciał natychmiast wyjechać z kraju, jednak z powodu zamknięcia granic nie było to możliwe. Do wyjazdu skłaniały go: brak dostępu do literatury światowej, cenzura i zaginięcia korespondencji z zagranicznymi wydawcami, braki na rynku i niepewność co do przyszłości syna. Dopiero w 1982 Lem dostał paszport w związku z przyznaniem mu rocznego stypendium w Wissenschaftskolleg zu Berlin (niem. Instytut Studiów Zaawansowanych) w Berlinie Zachodnim, dokąd wyjechał w tym samym roku. Nie mogąc sprowadzić do siebie rodziny i podlegając tym samym wciąż ograniczeniom w swobodzie wypowiedzi pisarskiej powrócił do kraju. Powodem tej decyzji było ryzyko, że za krytyczne wypowiedzi pod adresem systemu politycznego czy sytuacji w kraju zostanie pozbawiony prawa do powrotu, a rodzina możliwości wyjazdu. Kolejna okazja do opuszczenia Polski nadarzyła się już po stanie wojennym – w 1983, na zaproszenie austriackiego związku pisarzy z Wiednia. Cała rodzina Lemów otrzymała paszporty i wyjechała z kraju. Przez kilka miesięcy mieszkali w Berlinie Zachodnim, gdzie starali się o wizy austriackie, a następnie przenieśli się do Wiednia. W Wiedniu Lemowie zamieszkali w kamienicy, w czwartej dzielnicy, by po kilku latach przenieść się do domku w dzielnicy Hietzing przy ulicy Geneegasse.
Podczas pobytu w Wiedniu w latach 1983–1988 Lem nawiązał współpracę z paryską „Kulturą”, gdzie do 1987 zamieszczał artykuły publicystyczne pod pseudonimem „P. Znawca”. Lem nie zerwał kontaktu z Polską – w kraju w latach 1984 i 1986 ukazały się odpowiednio Prowokacja oraz Biblioteka XXI wieku – niewielkie zbiory szkiców będące kontynuacją Doskonałej próżni. Zbiory te zawierały jednak w odróżnieniu od pierwowzoru recenzję dzieł dalece poważniejszych, np. historii nazistowskiego ludobójstwa czy dzieje rozwoju broni XXI wieku. W wydanej w 1987 powieści Pokój na Ziemi Ijon Tichy udaje się na Księżyc, aby sprawdzić stan przebiegu wyścigu zbrojeń, który został tam w całości przeniesiony bez jakiejkolwiek kontroli, na mocy porozumień między mocarstwami. Tym razem misja kończy się fiaskiem, gdyż rozwój wydarzeń wymyka się spod kontroli. Tematem powieści jest przyszłość konfliktów zbrojnych rozważana w kontekście dehumanizacji, rozproszenia i miniaturyzacji uzbrojenia – fabularyzacja pomysłu z Biblioteki XXI wieku. Utwór można również odczytywać jako próbę znalezienia nadrzędnej idei ewolucyjnej dla materii ożywionej i nieożywionej.
Lem wzbraniał się przed powrotem do kraju, nawet gdy sytuacja polityczna się poprawiła. Tłumaczył swą postawę niekorzystnym położeniem geopolitycznym Polski. Jednocześnie narzekał na Wiedeń i mieszkańców Austrii. Ostatecznie Lemowie powrócili do kraju w 1988 i zamieszkali w ukończonym w tym czasie (budowę nadzorowali siostra żony Lema i jej syn z żoną) nowym domu w Borku Fałęckim.

### Ostatnie dzieła

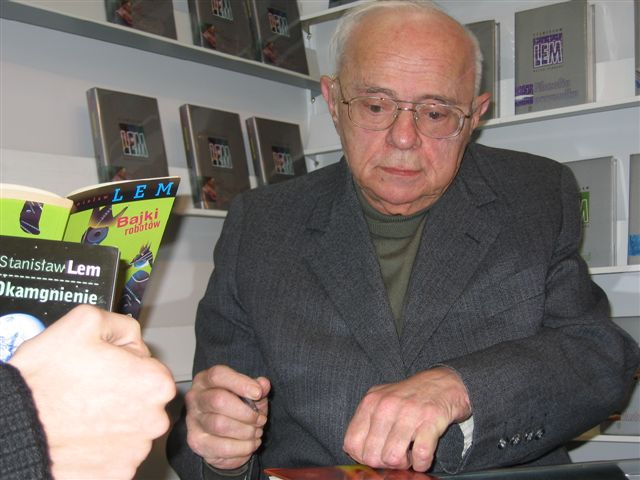
Stanisław Lem (2005)

W 1987 ukazała się ostatnia napisana przez Lema powieść pt. Fiasko – utwór poświęcony problematyce pionierskiego lotu do innej gwiazdy oraz próby kontaktu z pozaziemską cywilizacją, temat podejmowany przez autora od najwcześniejszych utworów fantastycznonaukowych (Astronauci, Obłok Magellana). W przeciwieństwie do tamtych utopijnych dzieł, wydźwięk Fiaska jest zdecydowanie pesymistyczny. Fiasko, podobnie jak pierwsza książka Lema Astronauci, powstało na wcześniejsze zamówienie wydawcy. Również w 1987 ukazało się polskie wydanie książki krytyka i historyka literatury Stanisława Beresia pt. Rozmowy ze Stanisławem Lemem, w wersji okrojonej przez cenzurę. Pozycja ta to zapis rozmów przeprowadzonych ze Stanisławem Lemem pomiędzy listopadem 1981 a sierpniem 1982. Przed edycją polską obie książki wydano wcześniej w Niemczech. Ponowne wydanie rozmów ze Stanisławem Beresiem, uzupełnione o teksty skreślone przez cenzurę oraz o nowe rozmowy, przeprowadzone we wrześniu i grudniu 2001 – zatytułowane Tako rzecze… Lem – miało miejsce w 2002. Bereś rozmawia z Lemem o jego dzieciństwie, okupacji i latach powojennych, o jego twórczości oraz o poglądach pisarza na filozofię, naukę i literaturę.
W 1989 – po powrocie do kraju z Wiednia – Lem zadeklarował zaprzestanie pisania beletrystyki. W następnych latach opublikował tylko kilka krótkich opowiadań, które ukazały się w czasopiśmie „Playboy Polska” oraz w antologii Zagadka. Opowiadania (1995), zawierającej utwory nienależące do uporządkowanych cykli opowiadań. Od tego czasu Lem zajmował się głównie publicystyką – pisaniem felietonów oraz prognoz futurologicznych, a także uprawiał krytykę literacką i komentował współczesne wydarzenia społeczno-polityczne. W 1992 w miesięczniku „Odra” zaczął ukazywać się cykl felietonów Lema „Rozważania sylwiczne”. Większość utworów z tego cyklu została potem opublikowana w tomach Sex Wars (1996, 2004) oraz Dylematy (2003). Także w 1992 Lem rozpoczął druk felietonów z cyklu „Świat według Lema” w „Tygodniku Powszechnym”. Większość z tych felietonów ukazała się później w zbiorach: Lube czasy (1995), Dziury w całym (1997), Dylematy (2003), Krótkie zwarcia (2004) i Rasa drapieżców (2006). Lem jawi się w swoich felietonach jako krytyk kultury masowej oraz ubolewa nad wpływem powszechnej komercjalizacji, schlebiającej najniższym gustom, na postęp cywilizacji technicznej. W 1993 Lem rozpoczął publikację esejów naukowych w nieistniejącej już polskiej edycji czasopisma „PC Magazine” (do 1998), zebranych później w zbiorach Tajemnica chińskiego pokoju (1996) oraz Bomba megabitowa (1999). Rozważa w nich problemy biologicznej i sztucznej inteligencji, rozwoju informatyki oraz lawinowego przyrostu informacji w nauce i kłopotów z jej opanowaniem.
W 1993 pojawił się zbiór opowiadań Pożytek ze smoka z tytułowym opowiadaniem napisanym w 1983 i po raz pierwszy opublikowanym w Polsce, będącym krótką satyrą polityczną na pomoc ekonomiczną krajów Zachodu dla byłego Związku Radzieckiego. W 1995 polski pisarz s-f i krytyk Marek Oramus przeprowadził bardzo osobisty wywiad z Lemem, który został opublikowany w polskiej edycji czasopisma „Playboy”. W 2000 ukazał się tom Przekładaniec zawierający wszystkie wydane przez Lema scenariusze filmowe, widowiska telewizyjne i słuchowiska radiowe, które ukazały się wcześniej w tomach Dzienniki gwiazdowe (1957), Noc księżycowa (1963), Bezsenność (1971) oraz Powtórka (1979), w tym niepublikowane dotąd scenariusze filmowe Pamiętnik znaleziony w wannie i Katar, napisane wspólnie z Janem J. Szczepańskim w latach 70. W tym samym 2000 ukazała się ostatnia książka eseistyczna Lema pt. Okamgnienie, nawiązująca do wcześniejszych utworów: Dialogi (1957) i Summa technologiae (1964). Lem wyraża w niej zaniepokojenie pogrążaniem się nauki w chaotycznym świecie kultury postmodernistycznej. Także w 2000 ukazały się w formie książkowej rozmowy z publicystą i krytykiem literackim Tomaszem Fiałkowskim pt. Świat na krawędzi. Oprócz wspomnień biograficznych dają one podsumowanie obaw pisarza o kondycję ludzkości w rozpoczynającym się nowym stuleciu. W 2001 ukazał się zbiór zabawnych dyktand pt. Dyktanda czyli…, które Lem dyktował siostrzeńcowi swojej żony Michałowi Zychowi w czasie wakacji w 1970. W 2002 został opublikowany wybór listów pisanych przez Lema do różnych adresatów pt. Listy albo opór materii. Wyboru i opracowania korespondencji dokonał znawca twórczości Lema, krytyk i historyk literatury Jerzy Jarzębski.
Od lutego 2002 do lutego 2006 był felietonistą tygodnika Przegląd. W 2004 r. Wydawnictwo Literackie wydało zbiór opowiadań PL +50. Historie przyszłości, w którym opublikowano tekst Lema Orzeł biały na tle nerwowym. W 2005 ukazał się ostatni – trzydziesty trzeci – tom dzieł zebranych Stanisława Lema w serii publikowanej przez Wydawnictwo Literackie od 1998, pod redakcją Jerzego Jarzębskiego.
Lem jest także autorem napisanej pod koniec lat 40. satyry na temat Stalina pt. Korzenie. Drrama wieloaktowe oraz niedokończonej powieści detektywistycznej w stylu Chandlera, którą Lem określał jako Sknocony kryminał, powstałej pod koniec lat 50. Oba utwory zostały odnalezione w archiwum pisarza po jego śmierci i opublikowane w 2009.

### Choroby i śmierć

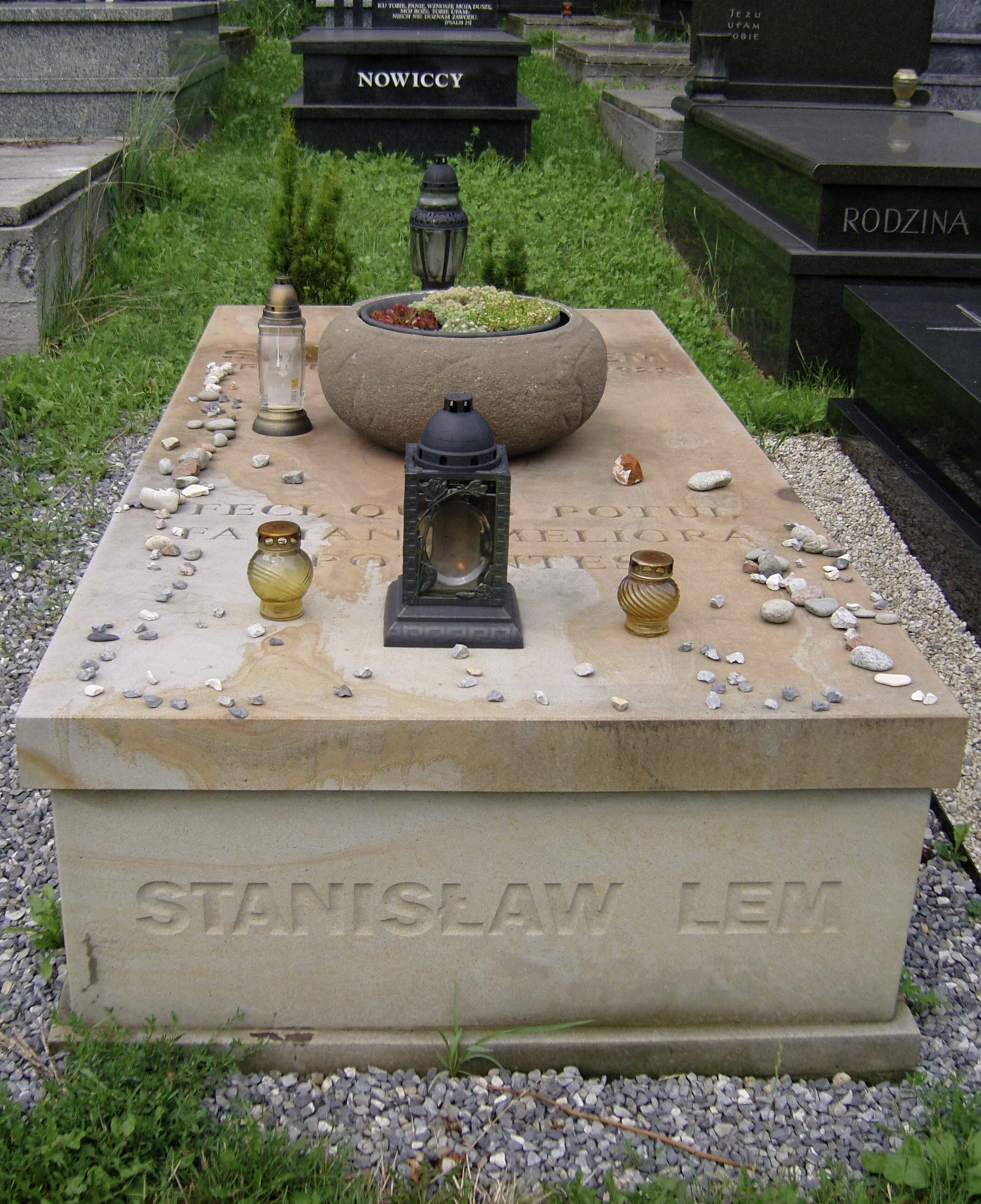
Grób Stanisława Lema na cmentarzu Salwatorskim

Lem pierwszy raz poważnie zachorował z zagrożeniem życia i był operowany w połowie lat 70. W czasie pobytu na emigracji przeszedł również kilka skomplikowanych operacji, dodatkowo cierpiał na depresję spowodowaną sytuacją w Polsce. Pod koniec życia podupadł na zdrowiu. Chorował na cukrzycę, mdlał, zdarzały mu się krwotoki po przedawkowaniu leków. Kilka razy był hospitalizowany, często w stanie agonalnym wymagającym natychmiastowej reanimacji. Na kilka tygodni przed śmiercią znalazł się w szpitalu z objawami niewydolności nerek i zapalenia płuc. Zmarł 27 marca 2006 w szpitalu klinicznym Collegium Medicum UJ w Krakowie, przed ukończeniem 85 lat. 4 kwietnia 2006 zgodnie z jego ostatnią wolą urna z prochami została złożona na cmentarzu Salwatorskim w Krakowie (sektor W-4-17). Pochówkowi towarzyszyła modlitwa odmówiona na prośbę rodziny.

## Życie prywatne
W lutym 1954 ożenił się z Barbarą Leśniak, ówczesną studentką medycyny, a później lekarzem radiologiem, którą poznał w 1949 lub 1950. Zmarła 21 kwietnia 2016. W 1968 urodził się z tego związku syn – Tomasz, który został tłumaczem literatury anglojęzycznej.
Choć miał rodziców z korzeniami żydowskimi, twierdził w późniejszych latach, że był wychowany jako katolik. W gimnazjum uczestniczył w lekcjach religii mojżeszowej. Ze względów moralnych deklarował, że jest ateistą; swój światopogląd określał również jako agnostycyzm.
W kontaktach bezpośrednich Stanisław Lem okazywał się być człowiekiem pogodnym, dowcipnym i czarującym, co zaskakiwało osoby znające go wyłącznie poprzez jego twórczość. Lubił żartować z otaczającej go rzeczywistości i ludzi, aczkolwiek niekoniecznie z samego siebie. Był osobą gościnną i towarzyską, często zabawiał swoich gości rozmową i prowadził z nimi ożywione dyskusje. Z drugiej strony nie przepadał, gdy się z nim nie zgadzano i źle znosił krytykę własnej twórczości. Łatwo też wpadał w irytację, szczególnie w bardziej oficjalnych sytuacjach, jak negocjacje finansowe czy kontakty z urzędnikami państwowymi.
Najbliższym przyjacielem Lema był pisarz Jan Józef Szczepański, również ojciec chrzestny syna Tomasza. Częstym gościem w domu Lemów bywał krytyk i historyk literatury Jan Błoński, sąsiad z osiedla. W młodości, po przyjeździe do Krakowa, dobrymi znajomymi pisarza byli rzeźbiarz i architekt Roman Husarski oraz prawnik Jerzy Wróblewski. Znał osobiście Karola Wojtyłę, przyszłego papieża Jana Pawła II. Pierwszy raz spotkali się na przełomie lat 40. i 50. w domu J.J. Szczepańskiego, gdzie K. Wojtyła przybył jako wikary na tradycyjną kolędę. Na początku lat 70. ówczesny arcybiskup metropolita krakowski K. Wojtyła zaprosił Lema do swojej siedziby w celu prezentacji odczytu na temat przyszłości cywilizacji w związku z tzw. „kryzysem naftowym”. Podczas pobytów w Berlinie Zachodnim i Wiedniu Lem zaprzyjaźnił się blisko z pisarzem i historykiem Władysławem Bartoszewskim. Lem prowadził również ożywioną znajomość korespondencyjną m.in. z pisarzem Sławomirem Mrożkiem (opublikowaną w 2011 w tomie Listy), swoim amerykańskim tłumaczem Michaelem Kandelem (udostępniona w zbiorze Sława i Fortuna z 2013), a także ze swym agentem literackim na rynkach zachodnich – Austriakiem Franzem Rottensteinerem. Gdy na początku lat 90. Rottensteiner wyjawił Lemowi w jednym z listów zamiar przekazania ich obszernej korespondencji z lat 1970–1990 do Biblioteki Ossolińskich, Lem wytoczył swojemu agentowi głośny proces przed sądem w Wiedniu i zażądał bardzo wysokiego odszkodowania. Pisarz przegrał proces o odszkodowanie, ale zablokował przekazanie listów. Zerwał też wszelkie kontakty z Rottensteinerem. Wybór listów Lema do różnych instytucji PRL oraz znajomych (m.in.: Helena Eilstein, Antoni Słonimski, Wiktor Woroszylski, Jerzy Jarzębski, Daniel Mróz, Szymon Kobyliński) zawiera zbiór Listy albo opór materii (wyd. 2002) .
Lem był amatorem słodyczy, zwłaszcza marcepanu i chałwy, z których nie chciał zrezygnować nawet wtedy, kiedy zachorował w podeszłym wieku na cukrzycę. Z alkoholi pijał likiery, najczęściej benedyktynkę i chartreuse, a także gin (upodobanie do tego trunku wyrażał niejednokrotnie w korespondencji do Sławomira Mrożka); palił papierosy, lecz wyłącznie mentolowe. W połowie lat 80. z powodu kłopotów ze zdrowiem musiał rzucić palenie. Był zapalonym narciarzem do końca lat 60., kiedy kardiolog odradził mu wysiłek fizyczny. W każdą zimę wyjeżdżał do Zakopanego i razem z żoną uprawiał narciarstwo na stoku Kasprowego Wierchu. Z powodu uczulenia na pyłki traw i wywołany tym katar sienny w czerwcu bywał częstym gościem Zakopanego, gdyż w Tatrach pylenie traw następowało później niż w Krakowie. Pisarz zatrzymywał się w tym czasie w Domu Literatów „Astoria” i tam powstały najsłynniejsze jego dzieła.
Lem był pasjonatem motoryzacji. Pierwsze prawo jazdy zdobył na kilka miesięcy przed wybuchem wojny, ale nie miał okazji się nim nacieszyć. W PRL posiadał m.in. następujące samochody: AWZ P70, dwa modele Wartburga (w tym Wartburg 1000), dwukrotnie Fiata 1800, Fiat 125p, Mercedes-Benz W114 oraz ostatecznie Mercedes-Benz W126 (SE 280). Był kierowcą obdarzonym temperamentem: lubił wyprzedzać i ścigać się spod świateł; zawsze z impetem wjeżdżał do garażu. Samodzielnie majsterkował przy swoich samochodach, a także korzystał z pomocy sąsiada „złotej-rączki”.
Ulubioną lekturą Lema była Trylogia Sienkiewicza, ale czytał z niej tylko najlepsze, jego zdaniem, fragmenty. Z poezji bardzo cenił sobie twórczość Bolesława Leśmiana. Lubił muzykę poważną, szczególnie symfonie Beethovena, jazz (duet Louisa Armstronga z Ellą Fitzgerald), piosenki z Kabaretu Starszych Panów oraz niektóre piosenki grupy The Beatles. Do ulubionych filmów rozrywkowych Lema należały obrazy poświęcone postaci King Konga, seria z Jamesem Bondem, Gwiezdne wojny oraz serial Star Trek. Te ostatnie krytykował jednak za lekceważenie przez scenarzystów podstawowych praw fizyki. Z kina artystycznego najbardziej cenił filmy reżysera hiszpańskiego Luisa Buñuela.
Był poliglotą: znał łacinę, niemiecki, francuski, angielski, ukraiński i rosyjski. Języka angielskiego nauczył się samodzielnie, w związku z tym miał problemy z wymową (sam nazywał swój mówiony angielski Gorilla English), ale dobrze czytał i pisał. Ursula K. Le Guin w liście do Lema napisała „Angielszczyzna Twoich listów jest idiosynkratyczna, ale bardzo dobra, wyrazista. To zadziwiające, że potrafisz tak pisać, nie słysząc brzmienia języka”.
Choć Lem nazywał Lwów swoją „ojczyzną” i deklarował, że pozostanie lwowianinem aż do śmierci, rozmyślnie nigdy więcej nie odwiedził rodzinnego miasta od czasu wymuszonego wyjazdu w 1945 r.

## Twórczość literacka
Stanisław Lem jest najczęściej tłumaczonym polskim autorem. Jego książki zostały przetłumaczone na 41–42 języki, w łącznym nakładzie ponad 30 milionów egzemplarzy. Sam autor wspominał o 44 językach (niektóre tłumaczenia są pirackie) i liczbie wydań pojedynczych między 1350 a 1400.
Dorobek literacki Stanisława Lema obejmuje m.in. powieści i opowiadania fantastycznonaukowe, detektywistyczne i powieść autobiograficzną, eseje futurologiczno-filozoficzne, publicystykę literacką, felietony, wiersze, listy, scenariusze słuchowisk radiowych, widowisk telewizyjnych, filmowe, dramaty, a także posłowia i przedmowy do prac innych autorów (m.in. braci Strugackich czy Philipa K. Dicka) oraz recenzje. Wiele z nich nigdy nie ukazało się drukiem zwartym, niektóre pierwotnie drukowane były w czasopismach, by później zostać wydanymi w formie książkowej.

### Wydania zbiorowe
Utwory Lema kilkukrotnie ukazały się w edycji dzieł zebranych. Pierwsze takie wydanie ukazywało się nakładem Wydawnictwa Literackiego w latach 1965-1978 pod tytułem „Dzieła wybrane” (opracowanie graficzne Barbara Konarzewska; twarda oprawa w płótnie z kolorowymi obwolutami, na obwolutach kilkukrotnie powtórzone imię i nazwisko pisarza różnymi czcionkami; format 20 cm).
Wydawnictwo Literackie ponownie wydało utwory wybrane w latach 80., tym razem pod tytułem „Dzieła” (redaktor Urszula Srokosz, opracowanie graficzne Władysław Targosz; twarda oprawa w tworzywie introkal, różne kolory okładek; format 18,5 cm).
W latach 90. wydawnictwo Interart wydało zbiór utworów pod tytułem „Stanisław Lem Dzieła”. Redaktorem był wybitny znawca twórczości Lema, Jerzy Jarzębski. Edycji nie dokończono, poprzestając na 24 tomach. Większość wydanych tytułów rozbito na kilka tomów (opracowanie graficzne Roman Kirilenko; twarda oprawa różne kolory okładek).
Również Wydawnictwo Literackie w latach 90. (i tak samo pod redakcją Jerzego Jarzębskiego) wydało zestaw utworów w 32 tomach, pod tytułem „Dzieła Zebrane”.
Piąta edycja dzieł ukazała się nakładem wydawnictwa Gazety Wyborczej. Ukazał się tu niepublikowany do tej pory Sknocony kryminał, a także dodatki: Słownik pojęć Lemowskich Wojciecha Orlińskiego, opowiadanie Jacka Dukaja, rozmowy, wspomnienia i eseje o Lemie (redaktor Dariusz Fedor, oprawa graficzna Krystian Rosiński, posłowia Jerzy Jarzębski).

### Zarys ogólny

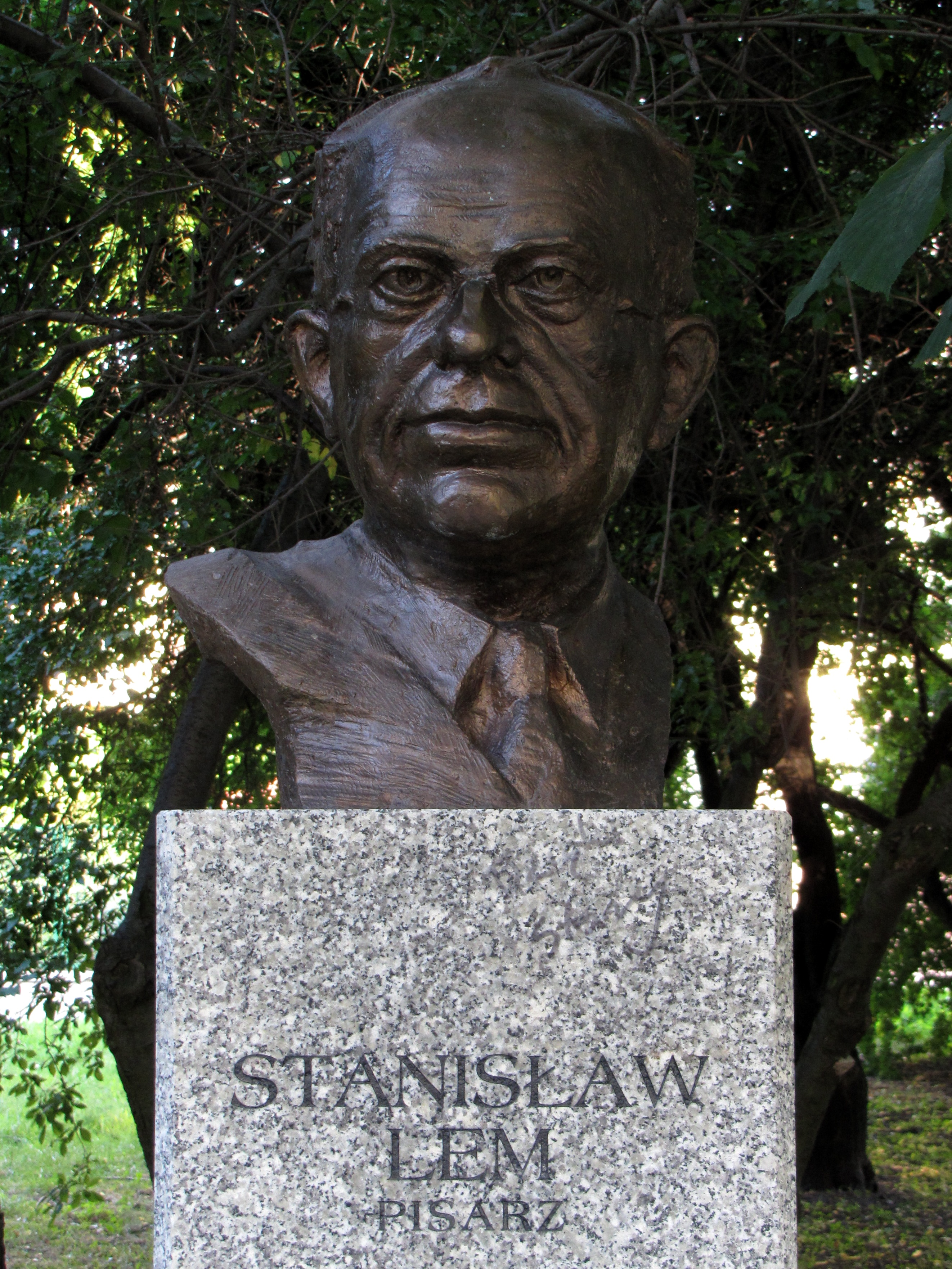
Popiersie Stanisława Lema w Alei Sław na Skwerze Harcerskim w Kielcach

Atrakcyjność twórczości Lema wynika przede wszystkim z połączenia popularnego gatunku literackiego z refleksją filozoficzno-naukową i sprawnego wkomponowania wnikliwych analiz społecznych w atrakcyjną fabułę. Zwracają również uwagę dbałość o naukowe szczegóły w kreowanych światach i wizjach literackich, mistrzowskie operowanie językiem i kreacja niebanalnych bohaterów, często stawianych przed poważnymi wyborami moralnymi. Twórczość Lema można potraktować całościowo jako próbę literackiego uporządkowania świata w możliwie najogólniejszym sensie filozoficznym i opisania jego dalszych perspektyw rozwoju.
Analiza twórczości Stanisława Lema wskazuje na stałą predylekcję autora, począwszy od debiutanckiej powieści współczesnej Szpital Przemienienia, do:
- prowadzenia narracji w pomieszczeniach (światach) zamkniętych – w szpitalu psychiatrycznym, na obcej planecie, na statku lub stacji kosmicznej;
- obecności istot budzących lęk swą odmiennością – chorych psychicznie, kosmitów, robotów;
- udziału wśród bohaterów ekspertów – lekarzy, naukowców;
- rozważań nad niedoskonałością fizycznej budowy człowieka[201].

Do charakterystycznych motywów w twórczości Stanisława Lema można zaliczyć m.in.:
- motyw krajobrazu wysokogórskiego;
- motyw biblioteki;
- motyw niespokojnej miłości;
- motyw mózgu – ludzkiego i sztucznego, zdrowego i obłąkanego;
- śmieszność erotyki[202][203][204].

#### Nurty
Twórczość Stanisława Lema jest różnorodna, można jednak wyróżnić w niej z pewnym przybliżeniem kilka nurtów, rozwijanych równolegle przez pisarza z różnym nasileniem w kolejnych okresach twórczych:
- nurt powieści realistycznych – Szpital Przemienienia (1955), Wysoki Zamek (1966)
- nurt klasycznej fantastyki naukowej – powieści: Eden (1959), Powrót z gwiazd (1961), Solaris (1961), Niezwyciężony (1964), Głos Pana (1968), Opowieści o pilocie Pirxie (1968), Fiasko (1987)
- nurt groteski fantastycznonaukowej
  - utwory zbliżone do powiastki filozoficznej w stylu oświeceniowym, pamiętnika oraz opowiadania o szalonych naukowcach i cudownym wynalazku – Dzienniki gwiazdowe (1957 i późniejsze wydania) w tym opowiadania z cyklu Podróże Ijona Tichego oraz Ze wspomnień Ijona Tichego, groteskowe widowiska telewizyjne z tomu Noc księżycowa (1963), Kongres futurologiczny (1971), powieści Wizja lokalna (1982) i Pokój na Ziemi (1987)
  - utwory o zabarwieniu groteskowym archaizowane na baśń, epos rycerski, gawędę szlachecką, napisane językiem stylizowanym na staropolski – Bajki robotów (1964) i Cyberiada (1965 i późniejsze wydania)
- nurt z pogranicza literatury pięknej i eseistyki filozoficznej, zbiory recenzji i wstępów do fikcyjnych książek – Doskonała próżnia (1971), Wielkość urojona (1973), Prowokacja (1984), Biblioteka XXI wieku (1986)
- nurt utworów na granicy powieści kryminalnej i fantastycznej, powieści „statystyczne”, groteskowa powieść szpiegowska – Śledztwo (1959), Pamiętnik znaleziony w wannie (1961), Katar (1976)
- nurt eseistyki naukowej, filozoficznej i futurologicznej – Dialogi (1957), Summa technologiae (1964), Filozofia przypadku (1968), Fantastyka i futurologia (1970), Okamgnienie (2000)

#### Tematy
W powieściach i opowiadaniach fantastycznonaukowych Lem rozwinął do perfekcji klasyczne tematy tego gatunku:
- podróże kosmiczne i kontakty z pozaziemskimi formami życia – Eden, Niezwyciężony, Solaris, Fiasko;
- cywilizacyjne trendy rozwojowe – Wizja lokalna, Pokój na Ziemi;
- specyfika odkrycia naukowego i filozofia nauki – Dzienniki gwiazdowe, Cyberiada, Głos Pana;
- rola przypadku w obrazie rzeczywistości – Śledztwo, Katar;
- antyutopijne wizje społeczne i krytyka totalitaryzmów – Dzienniki gwiazdowe, Eden, Pamiętnik znaleziony w wannie, Powrót z gwiazd, Cyberiada, Kongres Futurologiczny, Wizja lokalna;
- sztuczna inteligencja – Dzienniki gwiazdowe, Bajki robotów, Niezwyciężony, Cyberiada, Maska, Golem XIV.

#### Bohaterowie
Bohaterowie beletrystyki Lema to najczęściej indywidualiści i samotnicy. Do najbardziej znanych należą:
- lekarz Stefan Trzyniecki – Szpital Przemienienia;
- gwiezdny podróżnik Ijon Tichy – Dzienniki gwiazdowe, Kongres futurologiczny, Wizja lokalna, Pokój na Ziemi;
- profesor Tarantoga – Dzienniki gwiazdowe, Noc księżycowa, Powtórka, Pokój na Ziemi;
- astronauta Pirx – Opowieści o pilocie Pirxie, Fiasko;
- konstruktorzy Trurl i Klapaucjusz – Cyberiada;
- szaleni naukowcy, nawiedzeni amatorzy – Przyjaciel, Formuła Lymphatera, Ze wspomnień Ijona Tichego I-IV, Doktor Diagoras, Prawda;
- porucznik Gregory – Śledztwo;
- astronauta Hal Bregg – Powrót z gwiazd;
- psycholog Kris Kelvin – Solaris;
- nawigator Rohan – Niezwyciężony;
- matematyk Piotr Hogarth – Głos Pana;
- astronauta Marek Tempe – Fiasko.

### Poglądy filozoficzne
Krytyk i historyk literatury Małgorzata Szpakowska uważa Lema za późnego spadkobiercę postpozytywistycznego naturalizmu, z czego wynika jego charakterystyczna mizantropia, wykazująca wspólne korzenie z twórczościami Przybyszewskiego i Witkacego. W dziedzinie filozofii nauki Lem często odwoływał się do prac filozofa i logika Bertranda Russella oraz filozofa nauki Karla R. Poppera. Epistemologiczne poglądy Lema można zaliczyć do szkoły krytycznych uczniów Poppera, takich jak filozof nauki Imre Lakatos. Przekonania Lema w zakresie antropologii publicysta i dziennikarz Wojciech Orliński określa jako mizantropijny humanizm – człowiek znajduje się w centrum zainteresowań Lema, nie wzbudza on jednak jego sympatii jako przypadkowy produkt ewolucji, zniewolony przez atawistyczne instynkty. W domenie metafizyki Lem prezentował stanowisko agnostyka, wyraźnie różne jednak od oficjalnego ateizmu państwowego, np. radzieckiego. Filozofia społeczna Lema przejawiała się w wielu dziełach poprzez krytykę ustroju totalitarnego z pozycji humanistycznych, w późniejszych utworach pojawiła się również krytyka społeczeństwa konsumpcyjnego i skrajnie permisywnego. W publicystyce dotyczącej filozofii języka Lem odrzucał strukturalizm i semiotykę, stojąc na stanowisku, że nie można analizować dzieła literackiego samego w sobie, abstrahując od kontekstu odczytania go przez odbiorcę.

### Odbiór w kraju
Twórczość Lema od początku sytuowała się pomiędzy humanistyką a nauką, jednak dla humanistów był on przede wszystkim autorem podrzędnych powieści fantastycznych, zaś dla naukowców – dyletantem fabularyzującym wyniki naukowe. Dopiero w latach 70. krytycy, tacy jak: Małgorzata Szpakowska, Jerzy Jarzębski i Stanisław Bereś, podjęli udane próby całościowej interpretacji jego dzieł. Lem zaczął być stawiany w pierwszym rzędzie twórców literatury współczesnej. Rozprawy poświęcone jego twórczości opublikowali również: Ewa Balcerzak (1973), Piotr Krywak (1974), Andrzej Wójcik (1987), Andrzej Stoff (1990), Ryszard Handke (1991), Antoni Smuszkiewicz (1995), Maciej Płaza (2006) i Paweł Okołowski (2010). Z kolei naukowcy nie uważali jego działalności literackiej i publicystycznej za godną merytorycznej polemiki. Długotrwały brak uznania dla jego twórczości, szczególnie ze strony świata nauki, wywoływał u Lema trwałą frustrację, która nasiliła się pod koniec życia. Własną pozycję niedocenionego myśliciela, który jest przekonany o doniosłości swych koncepcji naukowych, sportretował Lem w Cyberiadzie (postać filozofa Chloryana Teorycego Klapostoła) oraz w Nowej Kosmogonii (postać Arystydesa Acheropoulosa).
Z pryncypialną krytyką swojej twórczości pisarz spotkał się trzykrotnie. W 1952 Ludwik Grzeniewski oraz Zofia Woźnicka zaatakowali w „Nowej Kulturze” utwór Astronauci z pozycji socrealistycznych za „nieopisanie człowieka ery humanizmu” oraz „brak dostatecznie mocnej podbudowy ideologicznej”. W 1974 poeci i publicyści Julian Kornhauser oraz Adam Zagajewski w swej publikacji Świat nie przedstawiony zaliczyli Lema do pisarzy-eskapistów. W 1990 Stanisław Bereś wypomniał Lemowi socrealistyczne elementy w utworach z początku kariery.

### Odbiór za granicą

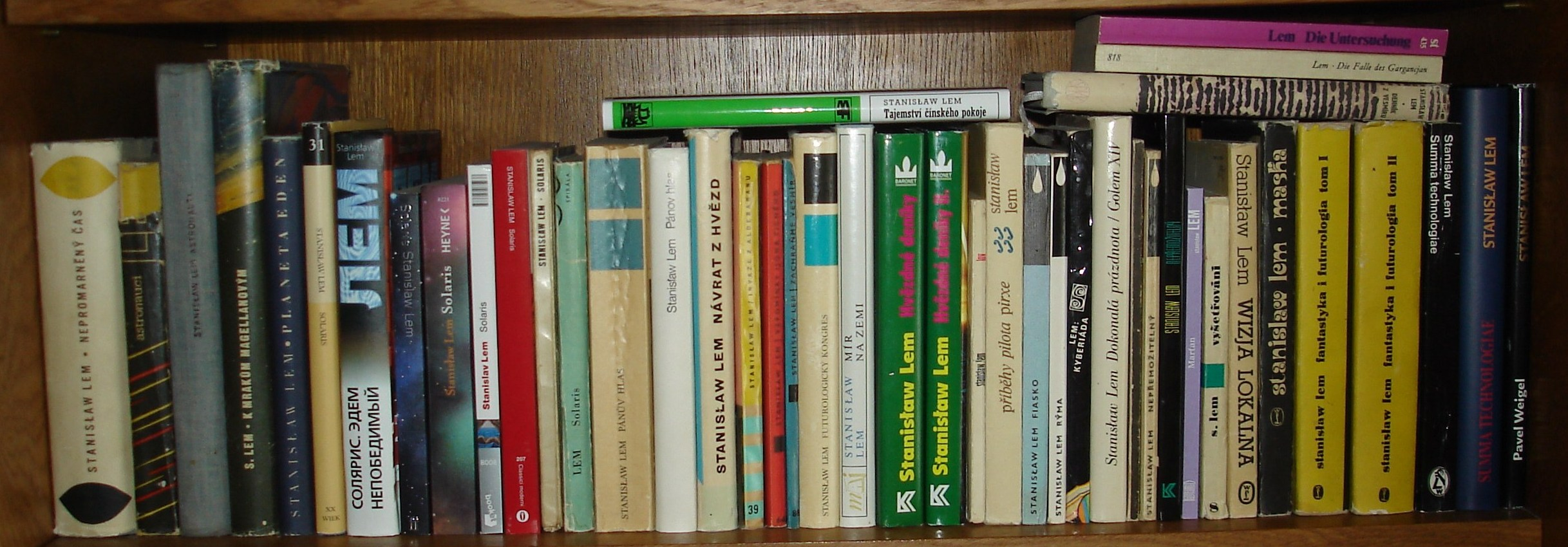
Książki Stanisława Lema w różnych językach

Z ogromną popularnością spotkały się utwory Lema w Rosji (wcześniej ZSRR). W połowie lat 60. spotkania autorskie z Lemem organizowali m.in. kosmonauci Boris Jegorow i Konstantin Fieoktistow oraz uczony Iosif Szkłowski. Spotkania te wypełniały po brzegi wielkie audytoria rosyjskich uniwersytetów. Lema podejmowała również elita rosyjskiej nauki i kultury – m.in. fizyk Piotr Kapica oraz poeta i pieśniarz Władimir Wysocki. Gorącym wielbicielem utworów Lema był Siergiej Korolow – główny twórca radzieckiego programu kosmicznego. Wielkim powodzeniem cieszyły się dzieła Lema na rynku niemieckojęzycznym. Dużo starań włożył w to Austriak Franz Rottensteiner – wieloletni nieoficjalny agent literacki Lema na rynkach zachodnich. Łącznie 7,5 miliona egzemplarzy dzieł Lema sprzedano w Niemczech, 6 mln w Rosji, podczas gdy w Polsce ponad 5 mln.
Pomimo nieprzychylnej opinii o amerykańskiej literaturze science fiction – Lem uznawał ją za szmirę: bezmyślną, słabo pisaną i robioną bardziej dla pieniędzy niż dla idei czy rozwijania nowych form literackich – został w 1973 honorowym członkiem z prawem głosu Science Fiction Writers of America (Stowarzyszenia Amerykańskich Pisarzy Science Fiction). Takie honorowe członkostwo SFWA było nadawane autorom niespełniającym kryteriów członka zwyczajnego (u Lema był to brak publikacji na rynku amerykańskim), a jednocześnie mile widzianym w stowarzyszeniu. Po debiucie na rynku amerykańskim, kiedy spełniał już kryteria, by być przyjętym jako normalny członek SFWA, jego członkostwo honorowe zawieszono. Niektórzy członkowie SFWA odebrali to jako naganę za jego poglądy o amerykańskim s-f, tym niemniej zawieszanie członkostwa honorowego w przypadku spełnienia kryteriów członkostwa zwyczajnego było rutynową praktyką stowarzyszenia. Bez względu na to wielu członków SFWA (w tym Ursula K. Le Guin, które na znak protestu zrezygnowała z członkostwa w SFFWA i wycofała swoją nowelę Dzienik Róży z listy nominacji do Nebuli w 1977, choć utwór w głosowaniu tę nagrodę zdobył) protestowało przeciw takiej procedurze, a jeden z nich zaoferował nawet pokrycie opłaty członkowskiej za Lema, na co pisarz nie zgodził się. Lema zaproszono do członkostwa zwyczajnego w SFWA, ale w 1976 Lem to zaproszenie odrzucił.
W latach 70. większość dzieł Lema (co wyróżnia go wśród innych autorów z Europy Środkowej) została przetłumaczona na język angielski. Jego książki spotkały się z bardzo dobrą opinią krytyków, do czego przyczyniły się w dużym stopniu kongenialne przekłady Michaela Kandela. Miłośnikami prozy Lema byli m.in. futurolog Alvin Toffler oraz pisarz Philip Roth. Utwory Lema nigdy nie osiągnęły jednak na rynku angielskojęzycznym, w szczególności w USA, masowej popularności. Zdaniem F. Rottensteinera powodem braku atrakcyjności było to, że pisał on wysoce intelektualną literaturę s-f z dużym ładunkiem filozoficznym, zbyt trudną dla przeciętnego czytelnika zainteresowanego głównie treścią rozrywkową. W 1980 r. był rozważany jako jeden z polskich kandydatów do literackiej Nagrody Nobla.
Najsłynniejszym utworem Lema – najbardziej znanym w kraju i za granicą – jest powieść fantastyczna Solaris. Książka ta należy do ścisłego kanonu gatunku i doczekała się olbrzymiej ilości recenzji i analiz w wielu krajach. Lemowi udało się w niej stworzyć najbardziej oryginalną wizję Obcego w historii literatury s-f.

### Warsztat pisarski
Lem pisał swe utwory wyłącznie na maszynie do pisania. Pracę rozpoczynał codziennie około czwartej nad ranem. Dużo czasu pisarzowi zajmowała obfita korespondencja z całego świata. Cztery razy w tygodniu odwoził żonę do pracy samochodem i robił zakupy. Po południu znowu pracował kilka godzin, po krótkim odpoczynku pracował również wieczorami, ale kładł się do snu względnie wcześnie. Najwięcej udało mu się stworzyć podczas wyjazdów do Zakopanego w Domu Literatów „Astoria”. Miał rozrzutny sposób pisania: nie tworzył notatek, nie sporządzał wersji roboczych – kiedy nie był zadowolony z efektu zaczynał od początku, aby dotrzeć do miejsca, które go satysfakcjonowało. Procedura była powtarzana aż do osiągnięcia zamierzonego rezultatu. Teksty nieudane były niszczone – żona paliła je na łące za domem. Lem zmienił metodę tworzenia nowych utworów w przypadku Wizji lokalnej – powieść została złożona z kilku fragmentów. W późniejszym czasie niedokończone fragmenty wykorzystywał w innych dziełach, np. nieukończone opowiadanie o Pirxie pt. Las Birnam zostało opublikowane jako początek powieści Fiasko. W podeszłym wieku Lem nie mógł już pisać samodzielnie na maszynie z powodów neurologicznych i swoje teksty dyktował sekretarzowi, który zapisywał je na komputerze. Tak powstała np. książka Okamgnienie. Sam Lem nigdy nie nauczył się obsługiwać komputera.

### Varia
Philip K. Dick, amerykański pisarz s-f – jeden z niewielu, o którego twórczości Lem wyrażał się pozytywnie w monografii Fantastyka i futurologia – uważał, że Lem to prowokacja komunistów, za którą kryje się grupa pisarzy działających na zlecenie partii komunistycznej, by przejąć kontrolę nad opinią publiczną. Dowodami tego miały być mnogość stylów pisarskich Lema i szeroka tematyka jego dzieł, a także nietypowe, niesłowiańskie nazwisko mogące być skrótem jakiejś tajnej komórki. P.K. Dick napisał w tej sprawie surrealistyczny donos do FBI. Postępowanie Dicka tłumaczy, że w tym czasie przeżywał on załamanie nerwowe.
Amerykański pisarz Kurt Vonnegut uznał, że w opowiadaniu O królewiczu Ferrycym i królewnie Krystali (Bajki robotów) znajduje się najbardziej obrzydliwy opis istoty ludzkiej w całej literaturze.
Prace Lema były wykorzystywane jako podręczniki akademickie na wykładach dotyczących filozofii, a teksty Cyberiady wykorzystał w swojej kompozycji Floof Esa-Pekka Salonen.
Lemowi przypisano błędnie autorstwo parodystycznej książki Wstęp do imagineskopii napisanej przez Stanisława Moskala pod pseudonimem „Śledzia Otrembusa Podgrobelskiego”.
W 2007 Jacek Dukaj opublikował opowiadanie Kto napisał Stanisława Lema?, recenzję z nieistniejącej książki, napisaną w konwencji Próżni doskonałej i Wielkości urojonej. Recenzowaną książką jest monografia pośmiertnej twórczości Stanisława Lema Apokryfy Lema. Opowiadanie w 2009 było nominowane do nagrody im. Janusza A. Zajdla.

### Adaptacje filmowe i telewizyjne
Książki, opowiadania i pomysły Stanisława Lema stanowiły podstawę wielu adaptacji filmowych i telewizyjnych. Książki Lema przyciągały twórców filmowych głównie ze względu na to, że udało mu się stworzyć jedną z najoryginalniejszych w światowej literaturze postaci Innego, a dodatkowo ukazać dramat jego poznania. Znany był jednak z krytycznych sądów o adaptacji swojej literatury. Niezadowolony był nawet z tych najbardziej znanych i powszechnie docenianych. Skrytykował Solaris (1972) rosyjskiego reżysera Andrieja Tarkowskiego (film zdobył Nagrodę Specjalną Jury na Festiwalu Filmowym w Cannes), gdyż pisarzowi brakowało ukazania widoku planety, irytowały go także pominięcie większości dylematów naukowych, dodanie nowych postaci i skupienie się na wyrzutach sumienia głównego bohatera niczym w Zbrodni i karze. Nie przekonały go też wizja Szpitala Przemienienia (1978) w reżyserii Edwarda Żebrowskiego oraz Solaris (2002) amerykańskiego reżysera Stevena Soderbergha z George’em Clooneyem w roli głównej. W pełni zaaprobował jedynie Przekładaniec (1968) w reżyserii Andrzeja Wajdy z Bogumiłem Kobielą w roli głównej, do którego sam napisał scenariusz.

## Upamiętnienie
Jacek Kaczmarski w utworze „Ogłoszenie w Kosmos”, ukończonym 5 lutego 1995, oddał hołd ówcześnie żyjącemu Lemowi. Po śmierci pisarza Maciej Maleńczuk napisał tekst piosenki „Lema pamięci kosmiczny pogrzeb”, która pojawiła się w albumie Matematyk zespołu Homo Twist wydanym w 2008 roku. 
Niemiecki zespół muzyczny Deine Lakaien wspomniał o dwóch utworach zainspirowanych przez twórczość pisarza: „Contact” zainspirowany przez powieść Fiasko oraz „Resurrection Machine” zainspirowany przez Dialogi.
Jego imię noszą: Zespół Szkół Ogólnokształcących w Kowarach, Ogród Doświadczeń w Krakowie, Liceum Ogólnokształcące w Stanisławowie Pierwszym, w powiecie legionowskim (województwo mazowieckie) i V Liceum Ogólnokształcące w Koszalinie.
Nazwiskiem pisarza zostały nazwane planetoida (3836) Lem, a także ulice w niektórych polskich miastach. Ijon Tichy, jeden z bohaterów książek Lema, użyczył za to imienia planetoidzie (343000) Ijontichy, a inny, Pirx, kraterowi na powierzchni Charona, księżyca Plutona. W grudniu 2019 nazwę Solaris otrzymała gwiazda w gwiazdozbiorze Pegaza, a krążącą wokół niej planetę nazwano Pirxem.
21 listopada 2013 wystrzelono w kosmos rakietę, na której pokładzie znajdował się nanosatelita BRITE-PL „Lem”. Zbudowany w Krakowie synchrotron nosi nazwę „Solaris” – tak jak powieść Lema.
21 października 2011 z okazji 90. rocznicy urodzin Lema wydawnictwo Powergraph opublikowało antologię opowiadań fantastycznych polskich autorów pt. Głos Lema, ze wstępem Jacka Dukaja. Każdy utwór był napisany z inspiracji twórczością pisarza.
23 listopada 2011, z okazji 60. rocznicy wydania Astronautów, pierwszej powieści Lema, wyszukiwarka Google przygotowała specjalnego Google Doodle z animacją i minigrą opartą na motywach z Cyberiady, a inspirowaną ilustracjami Daniela Mroza do dzieł Lema. Był to najbardziej skomplikowany doodle wydany do tego czasu przez Google.
W dniach 28–30 listopada 2016 we Wrocławiu odbył się kongres poświęcony twórczości Stanisława Lema. Przebieg kongresu został zapisany w pracy zbiorowej pod redakcją Stanisława Beresia Lem: reaktywacja. Kongres Lemologiczny.
Uchwałą Sejmu RP IX kadencji z 27 listopada 2020 zdecydowano o ustanowieniu roku 2021 Rokiem Stanisława Lema. Patronom roku 2021 poświęcono wydanie specjalne Kroniki Sejmowej. W 2021 dla uczczenia setnej rocznicy urodzin Lema Politechnika Wrocławska ustanowiła Europejską Nagrodę Naukową Lem Prize w wysokości 100 000 złotych (ewentualnie równowartość w euro). Jest ona przyznawana co roku młodemu naukowcowi z Europy za odkrycia, mające pozytywny globalny potencjał. W tym samym roku i z tej samej okazji Poczta Polska wyemitowała upamiętniający Stanisława Lema znaczek pocztowy w dwóch wariantach o łącznym nakładzie 168 tys. sztuk i nominale 4 złotych.

## Nagrody i wyróżnienia
- 1955 – odznaczony Złotym Krzyżem Zasługi[283][284]
- 1957 – laureat Nagrody Literackiej Miasta Krakowa za całokształt twórczości ze szczególnym uwzględnieniem Czasu nieutraconego[285]
- 1959 – odznaczony Krzyżem Oficerskim Orderu Odrodzenia Polski[286]
- 1965 – Nagroda Ministra Kultury i Sztuki II stopnia[287]
- 1968 – Nagroda miesięcznika „Problemy”[98][288]
- 1970
  - odznaczony Krzyżem Komandorskim Orderu Odrodzenia Polski[99]
  - Nagroda Ministra Spraw Zagranicznych za popularyzację polskiej kultury za granicą[99]
- 1971
  - Członkostwo w Science Fiction Research Association[99]
  - Nagroda „Miesięcznika Literackiego”[99] za książkę "Fantastyka i futurologia" ("Wydawnictwo Literackie")[289]
- 1972 – członkostwo Komisji Polskiej Akademii Nauk „Polska 2000”[99]
- 1973 – Nagroda Literacka Ministra Kultury i Sztuki I stopnia[113]
- 1976
  - Nagroda Państwowa I stopnia w dziedzinie literatury[113]
  - Nagroda Europejskiego Kongresu Science Fiction Eurocon[113]
- 1977
  - Japońska nagroda Seiun za najlepszą przetłumaczoną krótką formę literacką[290] dla opowiadania Rozprawa
- 1979
  - odznaczony Orderem Sztandaru Pracy II klasy[122]
  - nagroda Przewodniczącego Komitetu do spraw Radia i Telewizji za całokształt współpracy artystycznej[122]
  - Wielka Nagroda Literatury Detektywistycznej[122]
- 1980
  - Nagroda miesięcznika „Odra”[122]
  - Nagroda Europejskiego Kongresu Science Fiction Eurocon[113]
- 1981 – doktorat honoris causa Politechniki Wrocławskiej[122]
- 1986
  - Austriacka nagroda państwowa w dziedzinie kultury europejskiej za rok 1985[291]
  - Nagroda Fundacji im. Jurzykowskiego w Nowym Jorku[291]
- 1987 - Odznaka tytułu honorowego „Zasłużony dla Kultury Narodowej”[292]
- 1991 – austriacka nagroda państwowa im. Franza Kafki w dziedzinie literatury[133]
- 1994 – członkostwo Polskiej Akademii Umiejętności[133]
- 1995
  - Nagroda Polskiego PEN Clubu im. Jana Parandowskiego[133]
  - Medal międzynarodowego Stowarzyszenia Uczestników Lotów Kosmicznych[133]
- 1996
  - odznaczony Orderem Orła Białego[293][137]
  - Nagroda Wielkiej Fundacji Kultury[137]
- 1997
  - honorowe obywatelstwo Krakowa[137]
  - doktorat honoris causa Uniwersytetu Opolskiego (8 grudnia)[294]
- 1998 – doktoraty honoris causa Uniwersytetu Jagiellońskiego[137], Lwowskiego Państwowego Uniwersytetu Medycznego[137]
- 1999 – nagroda Krakowska Książka Miesiąca za książkę Bomba megabitowa[295]
- 2001 – Złote Berło – nagroda Fundacji Kultury Polskiej za „wyprzedzanie myślą swojego czasu”[296]
- 2003 – doktorat honoris causa (Dr. rer. nat. h.c.) Uniwersytetu Bielefeld (13 listopada)[297]
- 2005 – Złoty Medal „Zasłużony Kulturze Gloria Artis”[298]

## Książki o Lemie
Chronologicznie:
- Ewa Balcerzak: Stanisław Lem. Warszawa: Państwowy Instytut Wydawniczy, 1973, s. 180, seria: Portrety współczesnych pisarzy polskich.
- Piotr Krywak: Stanisław Lem. Kraków: Wydawnictwo PAN, 1974. Brak numerów stron w książce
- Adam Wójcik: Ambasador polskiej literatury. W: Adam Wójcik, Marek Englender: Budowniczowie gwiazd 1. Warszawa: Krajowa Agencja Wydawnicza, 1980. Brak numerów stron w książce
- Andrzej Stoff: Powieści fantastycznonaukowe Stanisława Lema. Warszawa: Państwowe Wydawnictwo Naukowe, 1983, s. 180. ISBN 83-01-05044-6.
- Wojciech Kajtoch: Wstęp do Solaris. W: Wojciech Pykosz, Leszek Bugajski: Lektury licealisty. Wrocław i in.: Ossoolineum, 1986, s. 137–148. ISBN 83-04-02140-4.
- Stanisław Lem. W: Adam Wójcik: Wizjonerzy i szarlatani 1. Warszawa: Krajowa Agencja Wydawnicza, 1987. ISBN 83-03-01944-9. Brak numerów stron w książce
- Stanisław Bereś: Rozmowy ze Stanisławem Lemem. Kraków: Wydawnictwo Literackie, 1987, s. 400+3. ISBN 978-83-08-01656-5.
- Lem w oczach krytyki światowej. wybór i opr. Jerzy Jarzębski. Kraków: Wydawnictwo Literackie, 1989. ISBN 83-08-00646-9. Brak numerów stron w książce
- Andrzej Niewiadowski, Antoni Smuszkiewicz: Leksykon polskiej literatury fantastycznonaukowej. Poznań: Wyd. Poznańskie, 1990, seria: Science Fiction. Brak numerów stron w książce
- Andrzej Stoff: Lem i inni. Szkice o polskiej science fiction. Bydgoszcz: Pomorze, 1990. ISBN 83-7003-114-5. Brak numerów stron w książce
- Ryszard Handke: Ze Stanisławem Lemem na szlakach fantastyki naukowej. Bydgoszcz: 1991. Brak numerów stron w książce
- Antoni Smuszkiewicz: Stanisław Lem. Poznań: Dom Wydawniczy Rebis, 1995. ISBN 83-7120-184-2. Brak numerów stron w książce
- Pavel Weigel: Stanisław Lem: životopis (życiorys). Praha (Czechy): Magnet-Press, 1995. ISBN 80-85847-40-X. Brak numerów stron w książce
- Małgorzata Szpakowska: Dyskusje ze Stanisławem Lemem. Warszawa: Wydawnictwo Naukowe i Literackie OPEN, 1996. ISBN 83-85254-36-6. Brak numerów stron w książce
- Mariusz Leś: Stanisław Lem wobec utopii. Białystok: Towarzystwo Literackie im. A. Mickiewicza, 1998. Brak numerów stron w książce
- Tomasz Fiałkowski: Świat na krawędzi. Ze Stanisławem Lemem rozmawia Tomasz Fiałkowski. Kraków: Wydawnictwo Literackie, 2000. ISBN 83-08-02940-X. Brak numerów stron w książce
- Stanisław Bereś: Tako rzecze... Lem. Kraków: Wydawnictwo Literackie, 2002, s. 577+3. ISBN 83-08-03245-1.
- Iwona Pięta: Problemy intertekstualnego obrazowania w wybranych powieściach fantastyczno-naukowych Stanisława Lema. Toruń: Wydaw. Adam Marszałek, 2002.
- Jerzy Jarzębski: Wszechświat Lema. Kraków: Wydawnictwo Literackie, 2003. ISBN 83-08-03343-1. Brak numerów stron w książce
- Stanisław Lem. Pisarz, myśliciel, człowiek. pod red. Jerzego Jarzębskiego i Andrzeja Sulikowskiego. Kraków: Wydawnictwo Literackie, 2003. ISBN 83-08-03298-2. Brak numerów stron w książce
- Lech Keller, Lila Zarnowski (red.), Acta Lemiana Monashiensis – Special Lem Edition of Acta Polonica Monashiensis, Melbourne, Australia: Leros Press i Monash University, 2003, ISSN 1336-8562. Brak numerów stron w książce
- Izabela Domaciuk: Nazwy własne w prozie Stanisława Lema. Lublin: Wydawnictwo UMCs, 2003. ISBN 83-227-2051-3. Brak numerów stron w książce
- Jacek Rzeszotnik: Ein zerebraler Schriftsteller und Philosoph namens Lem (Intelektualny pisarz i filozof zwany Lem). Wrocław: Wydawnictwo UWr, 2003. ISBN 83-229-2378-3. Brak numerów stron w książce
- Maciej Płaza: O poznaniu w twórczości Stanisława Lema. Wrocław: Wydawnictwo Uniwersytetu Wrocławskiego, 2006. ISBN 83-229-2765-7. Brak numerów stron w książce
- Paweł Majewski: Między zwierzęciem a maszyną. Utopia technologiczna Stanisława Lema. Wrocław: Wydawnictwo Uniwersytetu Wrocławskiego, 2006. ISBN 978-83-229-2854-7. Brak numerów stron w książce
- Maciej Dajnowski: Groteska w twórczości Stanisława Lema. Gdańsk: Wydawnictwo Uniwersytetu Gdańskiego, 2006. ISBN 83-7326-303-9. Brak numerów stron w książce
- Monika Krajewska: Polsko-rosyjski słownik lemowych neologizmów. Toruń: Towarzystwo Naukowe w Toruniu, 2006. ISBN 83-87639-85-0. Brak numerów stron w książce
- Robert Stiller: Lemie! po co umarłeś?. Kraków: vis-à-vis Etiuda, 2006. ISBN 83-89-640-55-4. Brak numerów stron w książce
- Marek Oramus: Bogowie Lema. Poznań: Wydawnictwo Kurpisz, 2007. ISBN 978-83-89738-92-9. Brak numerów stron w książce
- Wojciech Orliński: Co to są sepulki? Wszystko o Lemie. Kraków: Wydawnictwo Znak, 2007. ISBN 978-83-240-0798-1. Brak numerów stron w książce
- Tomasz Lem: Awantury na tle powszechnego ciążenia. Kraków: Wydawnictwo Literackie, 2009. ISBN 978-83-08-04379-0. Brak numerów stron w książce
- Paweł Okołowski: Materia i wartości. Neolukrecjanizm Stanisława Lema. Warszawa: Wydawnictwo Uniwersytetu Warszawskiego, 2010. ISBN 978-83-235-0664-5. Brak numerów stron w książce
- Lem i tłumacze, praca zbiorowa pod redakcją Elżbiety Skibińskiej i Jacka Rzeszotnika. Kraków: Księgarnia Akademicka, 2010. ISBN 978-83-7638-096-4.
- Lech Keller: Visions of the Future in the Writings of Stanislaw Lem. Volume 1: Visions of the Future. Saarbrücken: Lambert Academic Publishing, 2010. ISBN 978-3-8383-5900-7. Brak numerów stron w książce
- Lech Keller: Visions of the Future in the Writings of Stanislaw Lem. Volume 2: Annotated and Cross-Referenced Primary and Secondary Bibliography of Stanislaw Lem. Saarbrücken: Lambert Academic Publishing, 2010. ISBN 978-3-8383-6942-6. Brak numerów stron w książce
- Язневич В.И. (Jaznewich W.I.): Станислав Лем (Stanisław Lem). Mińsk Białoruski: Книжный Дом (Kniżnyj dom), 2014. ISBN 978-985-17-0830-3. Brak numerów stron w książce
- Борисов (Borisov) Владимир (Vladimir) i Прашкевич (Prashkevich) Геннадий (Gennadiy): Станислав Лем (Stanisław Lem). Moskwa: Молодая гвардия (Młoda gwardia), 2015. ISBN 978-5-235-03777-9. Brak numerów stron w książce
- Wojciech Orliński: Lem. Życie nie z tej ziemi. Warszawa: Agora, 2017. ISBN 978-83-8049-552-4. Brak numerów stron w książce
- Agnieszka Gajewska: Zagłada i gwiazdy. Przeszłość w prozie Stanisława Lema. Poznań: Wydawnictwo Naukowe UAM, 2017. ISBN 978-83-232-3047-2.
- Andrzej Wasilewski: Teoria literatury Stanisława Lema. Szczecin, Bezrzecze: Wydawnictwo FORMA, 2017. ISBN 978-83-65778-12-3.
- Lech Keller, Wstęp do Lemologii, „Acta Polonica Monashiensis”, 3 (1), Melbourne 2019, ISSN 1326-8562 (pol.). Brak numerów stron w czasopiśmie
- Lech Keller, Przyczynek do biografii Stanisława Lema, „Acta Polonica Monashiensis”, 3 (2), Melbourne 2019, ISSN 1326-8562 (pol.). Brak numerów stron w czasopiśmie
- Lech Keller, Stanisław Lem – próba biografii, Warszawa: Estymator, ISBN 978-83-6671-9040 (pol.). Brak numerów stron w książce
- Lech Keller, Stanisław Lem Little Known, „Acta Polonica Monashiensis”, 4 (1), Melbourne 2021, ISSN 1326-8562 [dostęp 2021-09-15] (ang.). Brak numerów stron w czasopiśmie
- Lech Keller, Stanisław Lem w PRL-u, czyli niewygodna prawda w zwiększonej objętości – Stanisław Lem in the People’s Republic of Poland, or the Inconvenient Truth in an Enlarged Volume, „Acta Polonica Monashiensis”, 5 (1), Melbourne 2021, ISSN 1326-8562 [dostęp 2021-09-22] (pol.). Brak numerów stron w czasopiśmie
- Filip Kobiela, Jakub Gomułka: Filozoficzny Lem. Wybór tekstów Stanisława Lema i opracowania. Tom 1. Warszawa: Aletheia, 2021. ISBN 978-83-67020-06-0.
- Paweł Okołowski: Głos Pana Lema. Szkice z filozofii człowieka, wartości i kosmosu. W stulecie urodzin autora Summy. Kraków: Universitas, 2021. ISBN 978-83-242-3759-3.
- Wojciech Orliński: Lem w PRL-u, czyli nieco prawdy w zwiększonej objętości. Kraków: Wydawnictwo Literackie, 2021. ISBN 978-83-08-07419-0.
- Stanisław Lem. Fantastyka naukowa i fikcje nauki, praca zbiorowa pod redakcją prof. dr hab. Doroty Heck, autorzy: Jakub Zdzisław Lichański, Zbigniew Trzaskowski, Teresa Grabińska, Andrzej Wasilewski, Andrzej Stoff, Maria Jolanta Olszewska, Małgorzata Krakowiak, Agnieszka Kwiatkowska, Agnieszka Libura, Marta Skwara, Mieczysław Szyszkowicz, Eugeniusz Porada, Jacek Kopciński, Sławomir Bobowski, Łukasz Kucharczyk, Paweł Bernacki, Dorota Michułka, Alicja Mazan-Mazurkiewicz, Warszawa: Narodowe Centrum Kultury, 2021, ISBN 978-83-7982-430-4.
- Agnieszka Gajewska, Stanisław Lem. Wypędzony z Wysokiego Zamku, Kraków: Wydawnictwo Literackie, 2021, ISBN 978-83-08-07452-7.
- Marcin Baran, Lem i zagadki Kosmosu, Warszawa: Harperkids, 2021.
- Łukasz Kucharczyk, Granice ciała. Somapoetyka w twórczości Stanisława Lema, Warszawa: Wydawnictwo Naukowe Uniwersytetu Kardynała Stefana Wyszyńskiego, 2021, ISBN 978-83-8090-879-6.
- Lem: reaktywacja. Kongres Lemologiczny, praca zbiorowa pod redakcją Stanisława Beresia, współpraca redakcyjna: Katarzyna Batorowicz-Wołowiec, paneliści: Marek Abramowicz, Ernest Aleksy Bartnik, Katarzyna Batorowicz-Wołowiec, Salvador Bayarri, Stanisław Bereś, Jerzy Bralczyk, Jacek Dukaj, Maciej Eder, Tomasz Fiałkowski, Agnieszka Gajewska, Paweł Golik, Irek Grin, Mirosław Hermaszewski, Tatjana Jamnik, Jerzy Jarzębski, Wiktor Jaźniewicz, Michael Kandel, Andrzej Kisielewicz, Krzysztof Kornacki, Andrzej Kübler, Borys Lankosz, Arkadiusz Lewicki, Ewa Lipska, Krzysztof Loska, Tadeusz Lubelski, Jerzy Lukierski, Zbigniew Mikołejko, Jan Miodek, Katarzyna Mołoniewicz, Abel Murcia, Mitsuyoshi Numano, Małgorzata Nycz, Paweł Okołowski, Marek Oramus, Wojciech Orliński, Maciej Parowski, Igor Pietraszewski, Tadeusz Piotrowski, Maciej Płaza, Wolfgang Reisinger, Michał Różyczka, Andrzej Sapkowski, Ayano Shibata, Elżbieta Skibińska, Małgorzata Szpakowska, Joris Teepe, Paweł Tomaszewski, Jerzy Vetulani, Piotr Wojtasik, Wojciech Zemek, Andrzej Zimniak, Michał Zych, Wrocław: Wydawnictwo Warstwy, 2022, ISBN 978-83-67186-97-1[274][275][276][277].

### Korespondencja
- Listy albo Opór materii (wybór i oprac. Jerzy Jarzębski), Kraków: Wydaw. Literackie, 2002.
- Sławomir Mrożek (współaut.): Listy. Kraków: Wydawnictwo Literackie, 2011. ISBN 978-83-08-04730-9.
- Ewa Lipska, Tomasz Lem (współaut.): Boli tylko, gdy się śmieję... Listy i rozmowy. Kraków: Wydawnictwo Literackie, 2018. ISBN 978-83-08-06555-6
- Michael Kandel (współaut.): Sława i fortuna. Listy Stanisława Lema do Michaela Kandla 1972-1987. Kraków: Wydawnictwo Literackie, 2013. ISBN 978-83-08-04934-1.
- Ursula K. Le Guin (współaut.) I mów, że moja chwała z przyjaciół się bierze. Listy 1972-1984. Kraków: Wydawnictwo Literackie, 2024. ISBN 978-83-08-08199-0.